# AF Corse
La AF Corse è una scuderia automobilistica italiana, fondata a Piacenza nel 2002 dall'ex pilota Amato Ferrari e diretta da quest'ultimo. 
Storicamente legata dapprima alla Maserati, e poi alla Ferrari a partire dal 2006, attualmente la AF Corse compete come team ufficiale Ferrari con la Ferrari 499P nella massima categoria campionato del mondo endurance e nell'Endurance Cup del GT World Challenge Europe con Ferrari 296 GT3. 
Oltre al programma ufficiale, la scuderia supporta diversi piloti e team clienti che militano in vari campionati per vetture con specifiche GT3 e LMP2, come European Le Mans Series, IMSA, GT Open, il GT World Challenge Europe, Le Mans Cup, Campionato Italiano Gran Turismo e la classe LMGT3 del Mondiale Endurance. 
In passato ha militato nel campionato FIA GT, del quale è il team più vincente nella categoria GT2, ed ha rappresentato Ferrari in forma ufficiale nel Campionato del Mondo Endurance in classe GTE Pro, ottenendo 7 titoli mondiali costruttori, 5 titoli mondiali piloti e 4 vittorie di classe alla 24 Ore di Le Mans

## Storia

### Gli inizi e l'avventura con Maserati

#### Gli inizi e il monomarca Maserati (1995-2003)
Nel 1995, a 28 anni, dopo aver chiuso la carriera da pilota automobilistico, Amato Ferrari decide d'intraprendere la strada di direttore sportivo. Inizialmente si cimenta nel Campionato Italiano Superturismo, mentre nel 2003 ottiene il permesso dalla Maserati di gestire il trofeo monomarca basato sui modelli Maserati Coupé: l'accordo, valido fino al 2006, impone lo sviluppo, la conservazione e il trasporto dei trenta veicoli che prendono parte alla serie monomarca della casa modenese.

#### L'impegno ufficiale con le Maserati nel GT1 e nel GT3 (2004-2005)

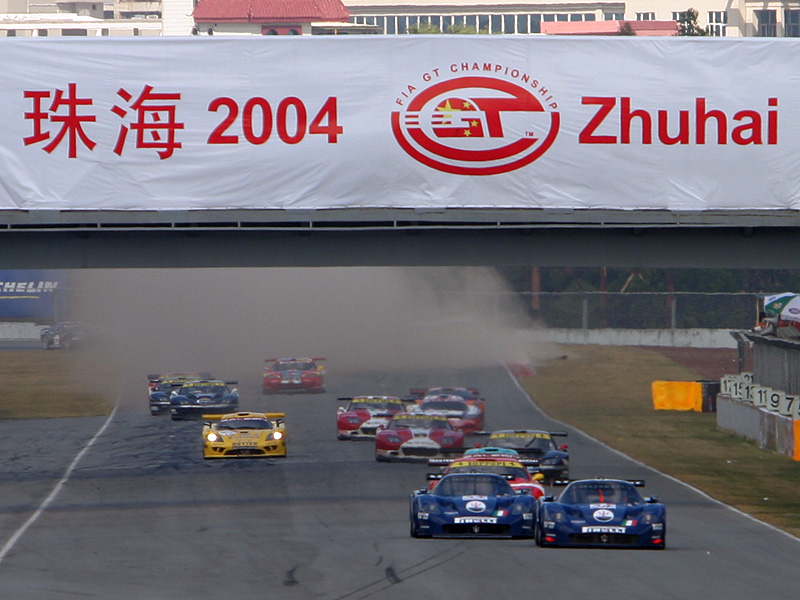
Le due Maserati MC12 GT1 di AF Corse al comando della prova del campionato FIA GT 2004 sul circuito internazionale di Zhuhai.

Il lavoro compiuto porta la Maserati a stringere nel 2004 l'accordo per lo sviluppo della MC12 nel FIA GT1. La squadra gareggia a partire dall'ottava gara (quella di Imola), coinvolgendo i piloti Fabrizio de Simone, Andrea Bertolini, Mika Salo e Johnny Herbert. I risultati, non convalidati a causa della mancata omologazione del mezzo, sono positivi, con le affermazioni a Oschersleben e Zhuhai e i secondi posti a Imola e Dubai.
L'anno successivo, nel 2005, AF Corse prende parte e vince il Campionato Italiano GT nella categoria GT3 con la Maserati Coupé Light, guidata da Danilo Zampaloni e Andrea Palma.

### L'inizio della collaborazione con Ferrari e il dominio nel FIA GT2 (2006-2009)
Nel 2006 la squadra incomincia la storia con la Ferrari, iscrivendosi al FIA GT2 e portando all'esordio la nuova F430 GTC. L'annata si rivela perfetta, con AF Corse in grado di vincere sia il titolo piloti con Jaime Melo sia quello team davanti alle squadre di riferimento Porsche e con la Ferrari campione tra i costruttori davanti a Porsche, Spyker e Panoz. L'equipaggio composto da Mika Salo, Timo Scheider e Rui Aguas si aggiudica inoltre il successo alla mitica 24 Ore di Spa-Francorchamps, precedendo sul traguardo i compagni di squadra Melo, Matteo Bobbi e Stéphane Ortelli e completando una stupefacente doppietta di AF Corse.

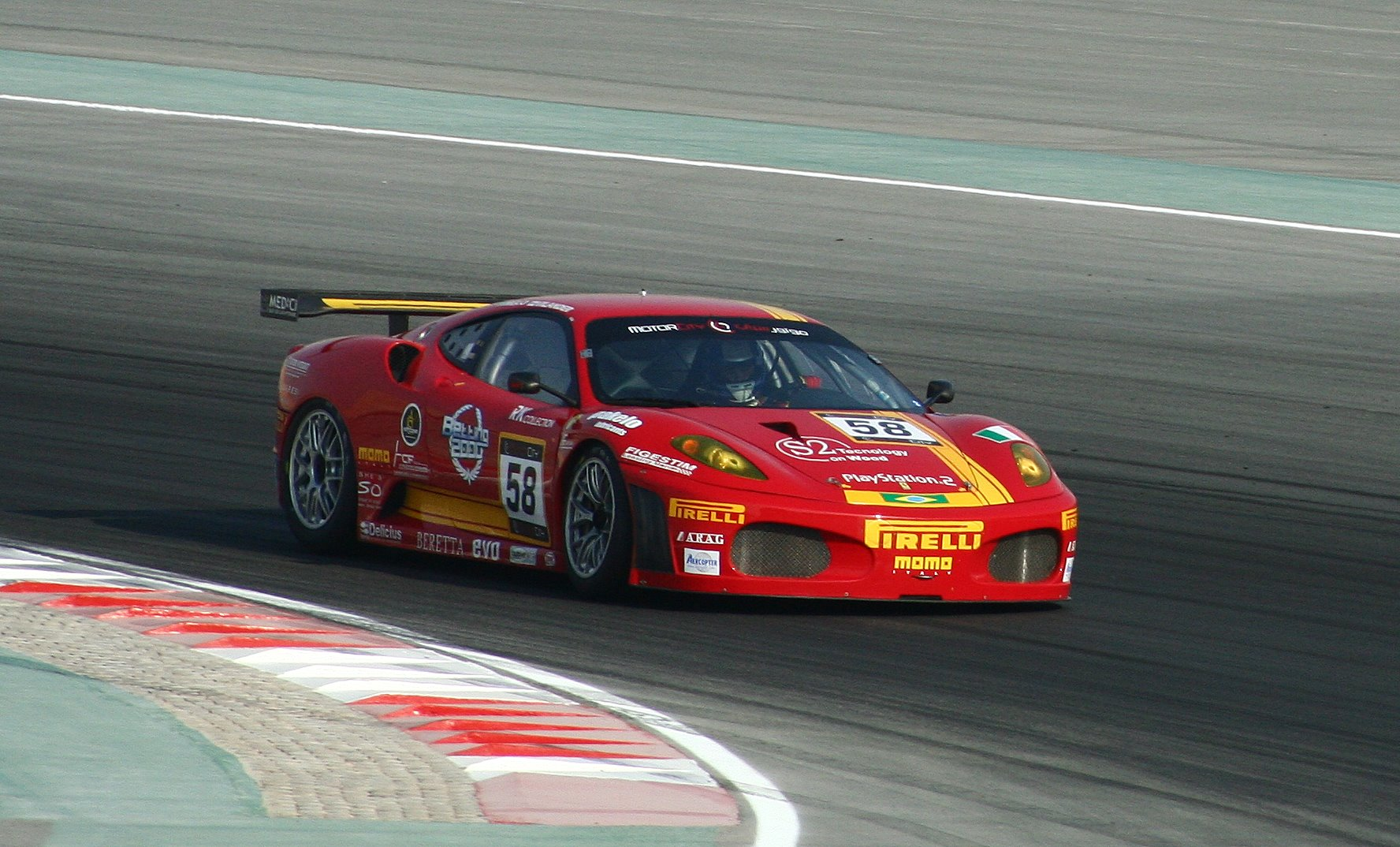
La Ferrari F430 GTC di AF Corse nel 2006.

L'anno seguente è quello della riconferma. AF Corse domina il campionato, vincendo nove delle 10 gare in calendario e guadagnando grazie al finlandese Toni Vilander e il tedesco Dirk Müller l'alloro piloti. Con il secondo posto in classifica dell'altro equipaggio, formato da Gianmaria Bruni e Ortelli, AF Corse conquista il titolo team e la Ferrari quello costruttori ai danni di Porsche.
Nel 2008 la musica non cambia. Bruni e Vilander centrano la vittoria nella classifica piloti, mentre, con il quarto posto di Thomas Biagi e Christian Montanari, AF Corse fa altrettanto in quella riservata ai team. Viene invece temporaneamente sospesa la graduatoria per i costruttori.
Il 2009, ultimo anno di esistenza del FIA GT2, vede AF Corse vincere nuovamente il titolo riservato alle squadre e la Ferrari ottenere quello costruttori. Bruni e Vilander, di nuovo insieme dopo la positiva esperienza del 2009, trionfano in equipaggio con Melo e Luís Pérez Companc alla 24 Ore di Spa-Francorchamps e si classificano secondi in campionato, dietro a Richard Westbrook, l'unico a spezzare l'egemonia Ferrari-AF Corse dopo l'ingresso di quest'ultima nella serie nel 2006. In quattro anni il bottino del team italiano recita 4 titoli team e 3 piloti, per un totale di 21 gare vinte su 38 disputate: un record.

### Intercontinental Le Mans Cup e Le Mans Series (2010-2011)

#### 2010
A seguito della cancellazione del FIA GT2 al termine della stagione 2009, nel 2010 AF Corse decide di prendere parte alla Le Mans Series nella categoria GT2. La serie europea, che vede al via quattro differenti classi tra Prototipi e GT, è da anni caratterizzata dallo scontro tra Ferrari, Porsche, Aston Martin e Spyker. Quell'anno vede anche la partecipazione di BMW con la M3 GT2. Con tre F430 GTC al via AF Corse si classifica seconda nel campionato Team e in quello Piloti con l'equipaggio formato dal due volte campione FIA GT2 Vilander e dagli ex piloti di Formula 1 Giancarlo Fisichella e Jean Alesi.
Nello stesso anno la squadra italiana prende parte anche al nuovo campionato mondiale (a titolazione ACO) Intercontinental Le Mans Cup, sempre in classe GT2. Su 3 gare in calendario, di cui una svoltasi insieme alla Le Mans Series e un'altra con l'American Le Mans Series, AF Corse vince con il duo composto dai campioni FIA GT2 Bruni e Melo la corsa inaugurale, la 6 Ore di Silverstone, fornendo alla Ferrari i punti necessari per vincere il titolo Costruttori davanti a Porsche, BMW e Jaguar. Quello Team viene vinto da una delle squadre Porsche, con AF Corse seconda, mentre in questo campionato non esiste una classifica piloti.
Nello stesso anno il team diretto da Amato Ferrari si iscrive anche alla 24 Ore di Le Mans, dove, dopo le non troppo fortunate partecipazioni del 2007, 2008 e 2009 (queste ultime due comunque vinte dalla Ferrari), termina al quarto posto in GT2. Alla 24 Ore di Spa-Francorchamps, disputata in collaborazione con il Vitaphone Racing, viene conquistato il terzo gradino del podio tra le vetture GT2.
Sempre nel 2010 AF Corse esordisce nell'International GT Open, dove si aggiudica il titolo assoluto con Pierre Kaffer e Alvaro Barba, autori di quattro vittorie, oltre che quelli Team e Piloti nel raggruppamento Super GT ai danni di Porsche e Aston Martin.
Oltre ai successi di livello internazionale AF Corse trionfa anche in ambito nazionale nella classifica Team GT2 del Campionato Italiano GT, con otto vittorie all'attivo, e in quelle Team Assoluta e Piloti GTS4 della Superstar GTSprint con una Maserati Granturismo MC GT4 guidata da Gabriele Marotta.

#### 2011
Nella stagione 2011, dopo il titolo di vicecampione 2010 nella Le Mans Series, il riscatto nella serie europea non si fa attendere a lungo. Con la separazione della categoria GT2 in due classi distinte, la GTE PRO per le squadre ufficiali e le vetture di nuova generazione e la GTE AM per le automobili aggiornate all'anno precedente, Bruni e Fisichella, ora uniti in equipaggio insieme, dominano il campionato con la nuova arma di Maranello: la Ferrari 458 Italia GTC. Vincono la 6 Ore di Spa-Francorchamps e la 6 Ore di Silverstone, mentre agguantano il secondo posto nella 6 Ore del Paul Ricard e nella 6 Ore di Imola, con quest'ultima vinta lo stesso da AF Corse grazie al secondo equipaggio, composto da Vilander e Melo. Grazie a questi risultati Bruni e Fisichella vincono il titolo piloti in GTE PRO, mentre AF Corse fa lo stesso con quello team della medesima classe. Inoltre, a seguito dell'istituzione da parte degli organizzatori di una classifica costruttori GTE, la Ferrari ottiene il relativo titolo, sconfiggendo Porsche e Aston Martin.
Nella Intercontinental Le Mans Cup, che per il 2011 comprende in calendario anche gare prestigiose come la 24 Ore di Le Mans, la 12 Ore di Sebring e la Petit Le Mans, AF Corse schiera per tutto il campionato una 458 Italia GTC per Bruni e Fisichella, facendo fronte a una folta concorrenza che vede in prima linea Porsche 997 GT3 RSR, BMW M3 GT2, Chevrolet Corvette C6.R, Aston Martin V8 Vantage GTE e Lotus Evora GTE. Bruni e Fisichella conquistano, oltre alle gare di Spa-Francorchamps e di Silverstone che erano valide anche per la Le Mans Series, la 6 Ore di Imola (erano giunti secondi, ma essendo l'equipaggio vincitore dei compagni di team iscritto solo alla Le Mans Series, era trasparente ai fini della classifica Intercontinental Le Mans Cup) e la storica Petit Le Mans. Con questi successi la Ferrari si riconferma, come nel 2010, ai vertici della graduatoria costruttori GTE, mentre nella classifica team GTE PRO AF Corse vince per la prima volta il campionato. Alla 24 Ore di Le Mans, terza gara dell'Intercontinental Le Mans Cup, AF Corse ottiene invece il secondo posto dopo averla condotta in testa per lungo tempo, mentre al round inaugurale della 12 Ore di Sebring, dopo l'esordio nell'edizione del 2009, terminata al secondo posto con i colori di Pecom Racing dietro un'altra Ferrari, AF Corse partecipa per la seconda volta nella sua storia e ottiene un positivo quarto posto.
Sempre nel 2011 la squadra diretta da Amato Ferrari iscrive due Ferrari 458 Italia GT3 nel FIA GT3. La prima, condotta dagli italiani Francesco Castellacci e Federico Leo, si aggiudica il titolo piloti grazie a una vittoria e tre ulteriori piazzamenti a podio. La seconda invece, affidata agli inglesi Daniel Brown e Glynn Geddie, conquista solo due risultati utili in zona punti. Pertanto AF Corse chiude quinta nella classifica riservata ai team.
Nel GT Open invece non arriva la riconferma in classe Super GT. Ad avere la meglio sia nella graduatoria team sia in quella piloti, al pari della classifica assoluta, risultano comunque essere una squadra e un pilota Ferrari: JMB Racing e Soheil Ayari. Per la prima volta però AF Corse partecipa anche nella categoria GTS con le proprie 458 Italia GT3, ottenendo tre successi con la coppia composta da Andrea Rizzoli e Stefano Bizzarri e uno con quella formata da Daniel Brown e Glynn Geddie. Entrambe le classifiche team e piloti GTS vengono vinte dalla squadra elvetica di Maranello Kessel Racing.
La stagione 2011 sancisce anche l'esordio di AF Corse nella nuova serie Endurance gestita, al pari del FIA GT3, dalla SRO Motorsports Group, la Blancpain Endurance Series. Il team prende parte a tutto il campionato, che in calendario comprende anche la 24 Ore di Spa-Francorchamps, in classe GT3 PRO AM con una 458 Italia GT3, mentre a partire dalla terza gara ne schiera anche una seconda. Con molti costruttori al via il successo è della squadra Vita4One, che si aggiudica con i colori Ferrari entrambi i titoli team e piloti GT3 PRO AM. I neocampioni Niek Hommerson e Louis Machiels vengono inoltre coadiuvati in più occasioni dal quattro volte campione FIA GT1 Michael Bartels, mentre Sofrev trionfa nella maratona belga.
Nella stagione 2010 nella Le Mans Series il team partecipa al GT-AM, dove schiera due F430 e conquista tre vittorie di classe.
Nel 2012 il team conquista il titolo team e costruttori di classe GT-Pro nel World Endurance Championship e ottiene la vittoria alla 24 ore di Le Mans. Schiera anche due vetture nel mondiale GT3, dove però i risultati non sono brillanti e non va oltre due vittorie conquistate nella gara lunga. Mentre nell'International Gt Open, dove schiera una Ferrari 458 Italia versione GT2 per Bruni-Leo e una GT3 per Rizzoli-Bizzarri, oltre che dare supporto logistico all'AT Racing dei Talkanitsa Jr e Sr, che si iscrivono con una Ferrari 458 Italia versione GT2, qui il team conquista la classe Super GT e arriva secondo in GTS, alle spalle del Kessel Racing. Il team partecipa inoltre alla Blanchpain Endurance Series con due vetture iscritte nella GT3-AM e grazie alla coppia Hommerson-Machiels, coadiuvati da Bertolini e Pier Guidi, nella 24 ore di Spa conquistano il titolo di classe. Nel 2013 il team conquista il titolo nella rinata Asian Le Mans Series sia piloti sia team e nell'International GT Sprint conquista il titolo team con il nome di Team Ukraine.

### Campionato del mondo endurance

#### I primi titoli nel mondiale (2012-2014)

##### 2012

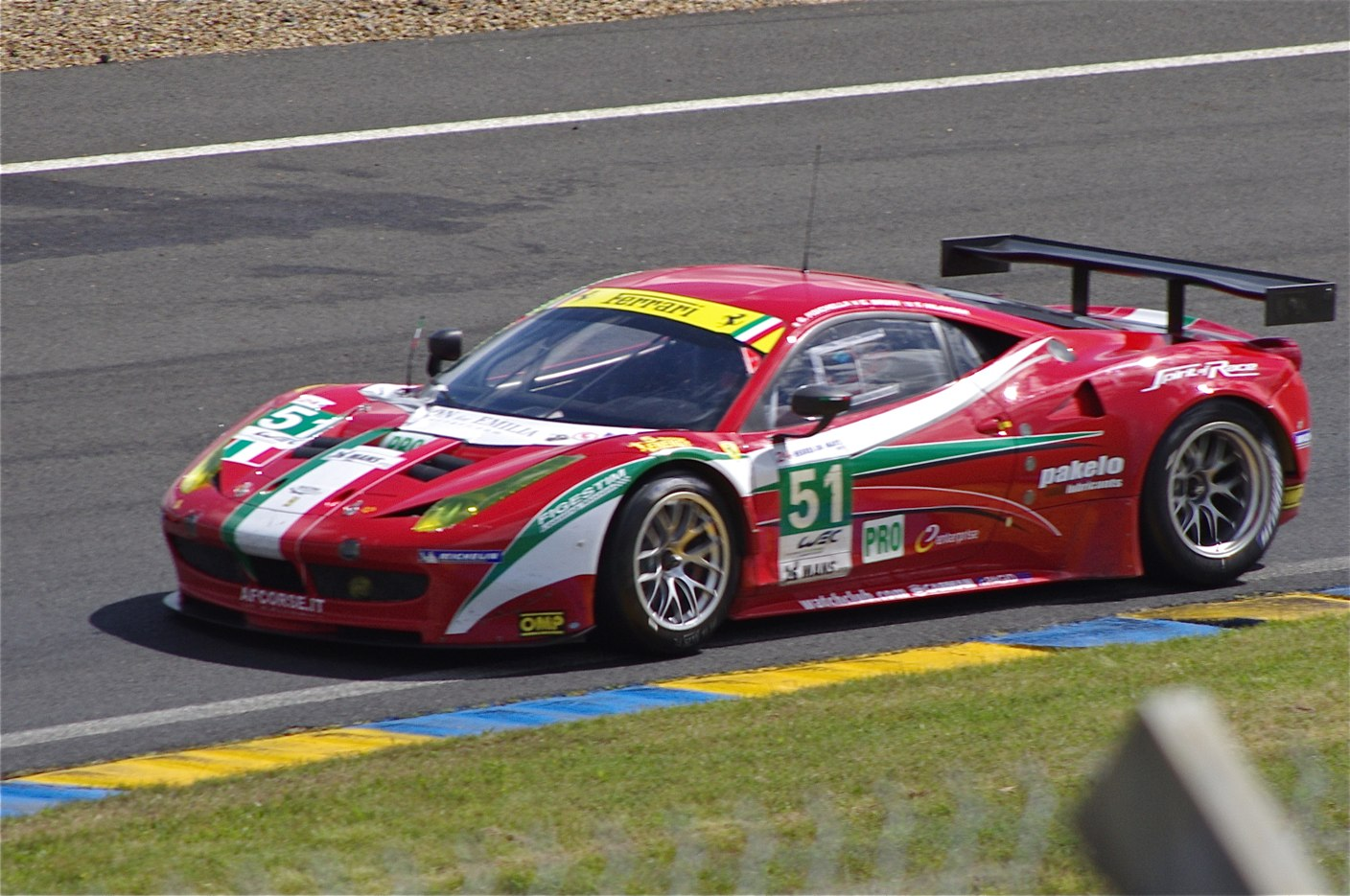
La Ferrari 458 Italia GT2 di AF Corse, vincitrice di classe alla 24 Ore di Le Mans 2012.

Nella stagione 2012 l'Intercontinental Le Mans Cup riceve il supporto dalla FIA e viene creato il FIA World Endurance Championship, il nuovo Campionato del Mondo Endurance erede del defunto Campionato del Mondo Sportprototipi chiuso nel 1992. AF Corse iscrive fin da subito due vetture nel WEC in classe GTE Pro, la numero 51 per Bruni e Fisichella, la numero 71 per Beretta e Bertolini. Vilander e Cioci completano gli equipaggi alla 24 Ore di Le Mans. La stagione è un trionfo per AF Corse che ottiene la prima vittoria alla 24 Ore di Le Mans in classe GTE Pro con la vettura 51 ed equipaggio Bruni/Vilander/Fisichella, vince per conto di Ferrari il mondiale costruttori gt e trionfa anche nella classifica team. Il mondiale piloti in questa stagione non è stato assegnato, sarà introdotto solamente a partire dal 2013.

##### 2013
Nella 2013 AF Corse vince nuovamente per conto di Ferrari il mondiale costruttori mentre Gimmi Bruni sulla vettura 51 si aggiudica il primo titolo piloti.

##### 2014
Per la seconda volta in tre anni AF Corse, la vettura 51 e i piloti Gianmaria Bruni, Toni Vilander e Giancarlo Fisichella vincono la 24 Ore di Le Mans tra le vetture gran turismo. AF Corse e Ferrari vincono anche il terzo mondiale costruttori consecutivo mentre Bruni e Vilander vincono il titolo piloti.

#### Il passaggio alla Ferrari 488 GTE (2016-2017)

##### 2016
AF Corse porta all'esordio la nuova Ferrari 488 GTE nel FIA WEC. Rinnovati gli equipaggi: sulla 51 accanto a Gimmi Bruni correrà James Calado con Alessandro Pier Guidi terzo pilota a Le Mans mentre sulla 71 Davide Rigon sarà affiancato da Sam Bird con Andrea Bertolini terzo pilota. Fisichella e Vilander correranno in IMSA e a Le Mans con la Ferrari del Risi Competizione. AF Corse vince le prime due gare della stagione – le 6 Ore di Silverstone e Spa – con la vettura 71 di Rigon e Bird mentre la 51 di Bruni e Calado è stata vittima di numerosi problemi d'affidailità. A Silverstone ha dovuto scontare uno stop and go di 3 minuti a causa di un cambio motore durante le prove mentre a Spa si è dovuta ritirare a 10 minuti dal termine della corsa mentre era saldamente al comando.
Fin dalle prove libere della 24 Ore di Le Mans le due Ferrari di AF Corse, la Ferrari del Risi Competizione e le quattro Ford GT del Chip Ganassi Racing hanno mostrato una velocità superiore ai rivali Porsche, Corvette e Aston Martin. Partiti con i favori del pronostico, le due vetture di AF Corse si sono ritirate dopo poche ore di gara mentre la Ferrari del Risi Competizione ha lottato per l'intera 24 ore contro le Ford venendo sconfitta per soli 10 secondi dopo una serie di penalità post gara assegnate a entrambi i concorrenti.
Alla 6 Ore del Nurburgring AF Corse ha immediatamente riscattato la delusione di Le Mans con una doppietta. La vettura 51 di Bruni e Calado ha preceduto la gemella 71 e ottenuto la prima vittoria dopo due ritiri consecutivi, nonché la prima vittoria per Calado nel Wec. Nelle restanti gare la 51 è sempre salita sul podio senza mai vincere mentre la 71 ha raccolto due podi al Cota e in Bahrain. A fine stagione AF Corse è riuscita a portare a Ferrari il quarto titolo mondiale endurance costruttori in cinque anni, ma non è riuscita a prevalere nelle classifiche piloti e team penalizzata dal doppio ritiro alla 24 Ore di Le Mans, gara che assegna punteggio doppio. Rigon e Bird hanno concluso secondi nel mondiale piloti dietro a Thiim e Sorensen mentre Bruni e Calado sono arrivati terzi.

##### 2017
Al termine della stagione 2016 Gimmi Bruni decide di lasciare Ferrari per passare a Porsche e il suo posto sulla vettura 51 viene preso da Alessandro Pier Guidi, pilota che già correva con AF Corse e altri team nelle gare GT3 e che già conosceva la 488 GTE avendo corso nel 2016 a Le Mans sulla 51 e alcune gare IMSA con Scuderia Corsa. La stagione incomincia con il piede giusto, AF Corse raccoglie un secondo posto alla 6 Ore di Silverstone con la vettura 51 Calado/Pier Guidi, e una splendida doppietta alla 6 Ore di Spa con la 71 Rigon/Bird davanti alla 51. Alla 24 Ore di Le Mans Miguel Molina e Lucas Di Grassi completano gli equipaggi delle vetture 71 e 51, con quest'ultimo che tuttavia si infortuna a calcetto una settimana prima della gara e viene sostituito in extremis da Michele Rugolo. In gara le Ferrari pagano una velocità di punta inferiore ai rivali e raccolgono a malapena un quinto posto con Bird, Molina e Rigon sulla 71 seppur concludendo la gara nello stesso giro del leader. Solamente quattordicesima al traguardo la 51 a causa di un contatto in gara – incomprensione tra Calado e un'altra vettura in fase di doppiaggio – che ha costretto la vettura a una lunga sosta ai box per riparazioni. Dopo le prime tre gare di campionato AF Corse è costretta a inseguire. In classifica costruttori comanda Ford con 117 punti, insegue Ferrari con 108, poi Aston Martin e Ford con 95 e 72 rispettivamente. In classifica piloti comandano Priaulx/Tincknell con 74 punti, terzi con 14 punti di ritardo Rigon/Bird mentre solamente sesti Calado/Pier Guidi a -36.
Alla 6 Ore del Nurburgring le due 488 GTE non sono le vetture più veloci in pista, tuttavia grazie a una migliore gestione degli pneumatici AF Corse è riuscita a trionfare davanti alle due Porsche con la 51. Attardata di diversi giri la 71 – orfana di Bird sostituito da Vilander – a causa di un problema al cambio nelle fasi iniziali di gara. Alla 6 Ore del Messico arriva un podio per la 71 e un sesto posto per la 51. Alla 6 Ore del Cota le Ferrari dominano la gara. Nonostante una safety car abbia azzerato il vantaggio costruito dai rivali, la vettura 51 a 10 minuti dal termine è saldamente al comando della gara con 34 secondi di vantaggio su Porsche quando accusa una foratura. Pier Guidi percorre metà pista su tre ruote e i meccanici velocissimi a sostituire la gomma forata riescono a rispedire la vettura in pista conservando la testa della corsa per soli 5 decimi di secondo. Terzo posto per la vettura 71. I risultati positivi raccolti in queste gare consentono ad AF Corse di scalare le classifiche. Ferrari adesso comanda la classifica costruttori con 203 punti, insegue Ford a 163, Aston Martin a 162 e Porsche a 157. Tra i piloti Priaulx/Tincknell (Ford) sono ancora primi con 102 punti, secondi a quota 96 Lietz/Makowiecki (Porsche), terzo Rigon a 95.5 mentre Pier Guidi/Calado ne hanno 95. Anche Bird è a quota 95, tuttavia avendo saltato una gara non può più avere gli stessi punti del suo compagno Rigon e non può più aspirare a diventare campione del mondo a meno di un cambio di equipaggio.
Scattata dalla settima posizione in griglia di partenza, la vettura 51 ha sorpassato tutti i rivali in pista ed è andata a vincere una 6 Ore del Fuji contraddistinta da una pioggia incessante, nebbia, numerose bandiere rosse e safety car. Lodevole il sorpasso per la prima posizione di Calado ai danni della Porsche pochi minuti prima dell'ultima interruzione a causa del maltempo mentre la Ford in testa alla gara è stata protagonista di un incidente. La vettura 71 è stata a lungo in lotta per il podio ma si è dovuta accontentare di un quinto posto finale. Grazie a questa vittoria e al 13º posto della Ford, Pier Guidi e Calado hanno conquistato la prima posizione in classifica piloti precedendo di soli due punti la Porsche numero 91. Alla 6 Ore di Shanghai, pista storicamente ostica per le vetture italiane, il terzo posto ottenuto dalla 51 ha consentito ad AF Corse di laurearsi con una gara d'anticipo campione del mondo Endurance Costruttori per conto di Ferrari per la quinta volta dal 2012. Il titolo piloti verrà assegnato all'ultima gara, la 6 Ore del Bahrain.
Alla vigilia della gara finale in Bahrain Pier Guidi/Calado sono in testa alla classifica piloti con 135 punti in campionato, seguono Lietz/Makowiecki su Porsche 91 a 133, Priaulx/Tincknell su Ford 67 a 127,5 e Rigon a 113,5. Rigon/Bird in qualifica conquistano la pole position mentre Calado/Pier Guidi scatteranno dalla quarta piazza dietro alla Ford 67 ma tre posizioni davanti alla Porsche 91. In gara le vetture lottano a lungo contro la Ford ma alla fine le due Ferrari hanno la meglio. AF Corse organizza un trionfale arrivo in parata, lasciando la vittoria alla vettura 71 di Rigon/Bird – con quest'ultimo che sotto il podio ha fatto la proposta di matrimonio alla fidanzata – mentre il secondo posto ottenuto dalla 51 consente a Pier Guidi e Calado di laurearsi campioni del mondo per la loro prima volta. È il terzo trionfo per AF Corse nella classifica piloti, dopo i successi di Bruni nel 2013 e Bruni/Vilander nel 2014. Da segnalare che nel 2017 la FIA ha riconosciuto per la prima volta alla classifica GT del WEC lo status di "World Championship", mentre nelle stagioni era solamente una "World Cup". La classifica finale vede Ferrari trionfare con 305 punti, seconda Ford a quota 237,5, poi Porsche a 223,5 e ultima a 207 Aston Martin. Tra i piloti Pier Guidi/Calado hanno concluso con 153 punti, Lietz/Makowiecki con 145, Priaulx/Tincknell con 142,5, Rigon con 139,5 e Bird con 139. AF Corse trionfa anche nel trofeo dedicato ai team con la vettura 51 mentre la 71 è quarta.

#### La Ferrari 488 GTE Evo e il ritorno alla vittoria della 24 Ore di Le Mans (2018-2021)

##### 2018

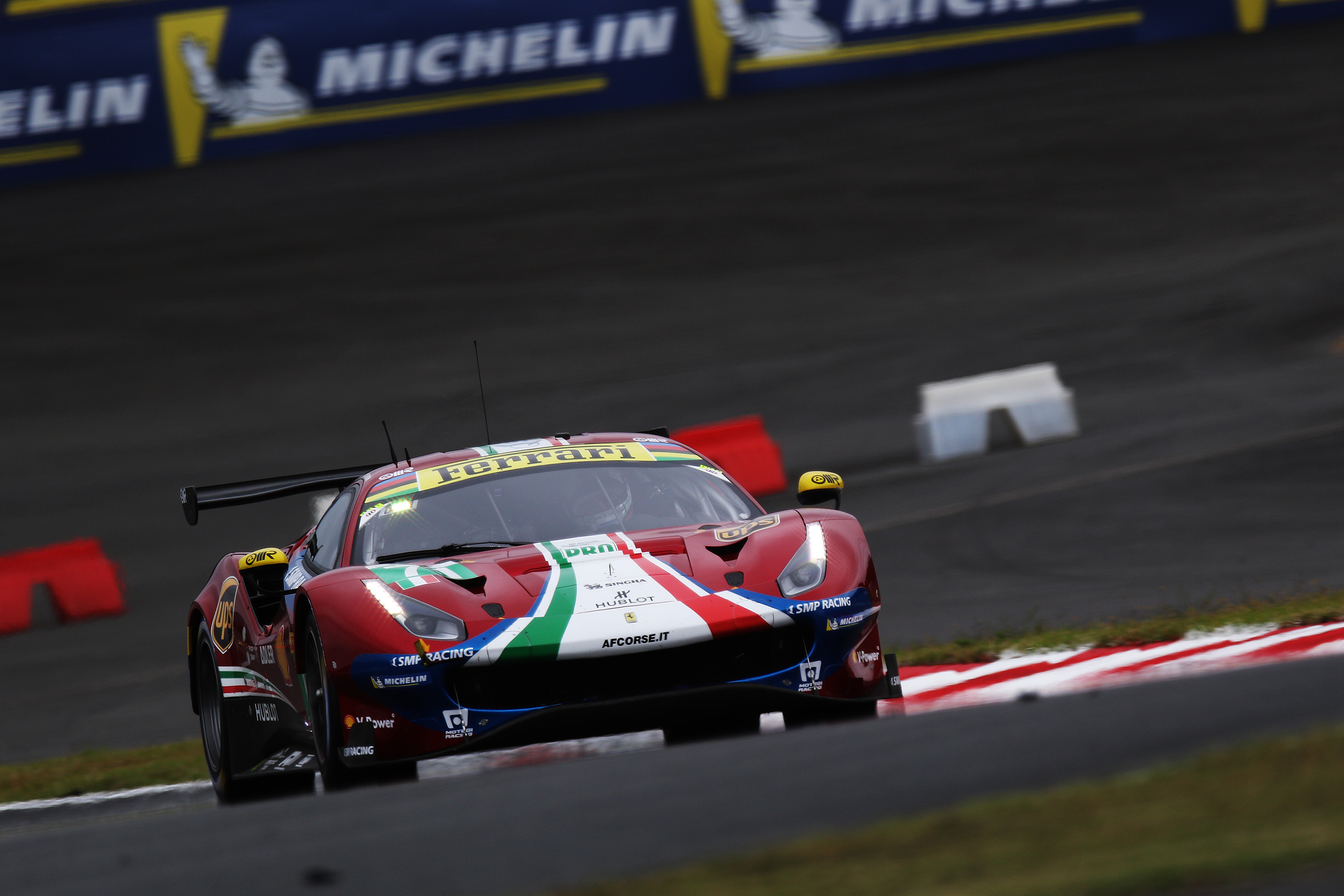
La Ferrari 488 GTE Evo di AF Corse alla 6 Ore del Fuji 2018.

Al termine del 2017 ACO annuncia un cambiamento radicale per il WEC. Il campionato stravolge il calendario passando a un format invernale per avere la 24 Ore di Le Mans come appuntamento finale. Per completare la transizione la stagione 2018/2019 avrà in calendario ben due 6 Ore di Spa e due 24 Ore di Le Mans, oltre al ritorno di Sebring con una 1000 Miglia da disputare il giorno prima della 12 Ore dell'IMSA. Per la stagione 2018/2019 del WEC Ferrari introduce un kit evo per le 488 GTE con lo scopo di migliorarne le prestazioni. L'unica novità tra gli equipaggi del FIA WEC di AF Corse è l'ingaggio di Daniel Serra come terzo pilota sulla vettura 51 per Le Mans e Sebring, invariata la 71. La stagione 2018 si apre a Spa con un insperato podio per la vettura 71 conquistato sul finale con un deciso sorpasso di Rigon ai danni della Porsche di Bruni in crisi di gomme. La 51 conclude 15ª per via di un contatto in pit lane con un'altra vettura.
Alla 24 Ore di Le Mans AF Corse schiera per la prima volta ben 3 vetture in classe GTE Pro. Oltre alle vetture 51 e 71 per Pier Guidi/Calado/Serra e Rigon/Bird/Molina, farà il suo esordio la vettura 52 per Toni Vilander, Antonio Giovinazzi e Pipo Derani. L'edizione 2018 prevede una contestata novità in classe GTE Pro: le vetture non potranno effettuare stint più lunghi di 14 giri. Questa regola – abolita già dall'edizione successiva – non è stata apprezzata dai team poiché congela le strategie e impedisce qualunque tentativo di andare a caccia della vittoria con un approccio tattico differente rispetto agli altri partecipanti. La gara di AF Corse è stata condizionata da diversi problemi, una velocità di punta non ai livelli dei rivali e da molteplici penalità dovute ad errori dei piloti. Una foratura nel corso della seconda ora di gara ha costretto James Calado a rientrare a velocità limitata dalla chicane Michelin sul rettilineo Hunaudieres fino al box, perdendo praticamente un giro. La prima fase di Safety Car ha poi spaccato il gruppo in tre tronconi, con la Porsche 92 unica dietro la Safety Car A con due minuti di vantaggio sui rivali che ha potuto amministrare per tutto il resto della gara favorita dal limite di 14 giri per stint. Quasi tutto il resto delle vetture GT è rimasto bloccato alle spalle della vettura B e la 51 costretta ad accodarsi alla Safety Car C. Questo ha tagliato fuori dal gruppo di testa i campioni del mondo Calado e Pier Guidi insieme a Daniel Serra. La vettura 71 è stata punita con uno stop and go di tre minuti per un'infrazione in regime di safety car commessa da Molina e nella neutralizzazione successiva ha invece accusato un problema allo splitter anteriore, danneggiato dal detrito di un'auto incidentata che ha costretto il team a sostituirlo perdendo svariati giri. La 488 GTE è rimasta in gara e ha attraversato il traguardo in decima posizione raccogliendo punti per il campionato. A beneficiare della Safety Car è invece stato l'equipaggio della vettura 52 che con Antonio Giovinazzi, Pipo Derani e Toni Vilander è riuscito addirittura ad occupare la seconda posizione. Nel corso della notte Calado, Pier Guidi e Serra hanno girato come metronomi risalendo fino alla sesta posizione prima di retrocedere al settimo posto per un problema ad un ammortizzatore. Il piazzamento però vale come un quarto posto in termini di punti, dato che solo le vetture iscritte al FIA World Endurance Championship ne possono raccogliere. La vettura 52 è invece incappata in tre stop&go per eccesso di velocità ma ha concluso al quinto posto. La vittoria è andata a Christensen-Estre-Vanthoor sulla Porsche 92.

##### 2019-2020

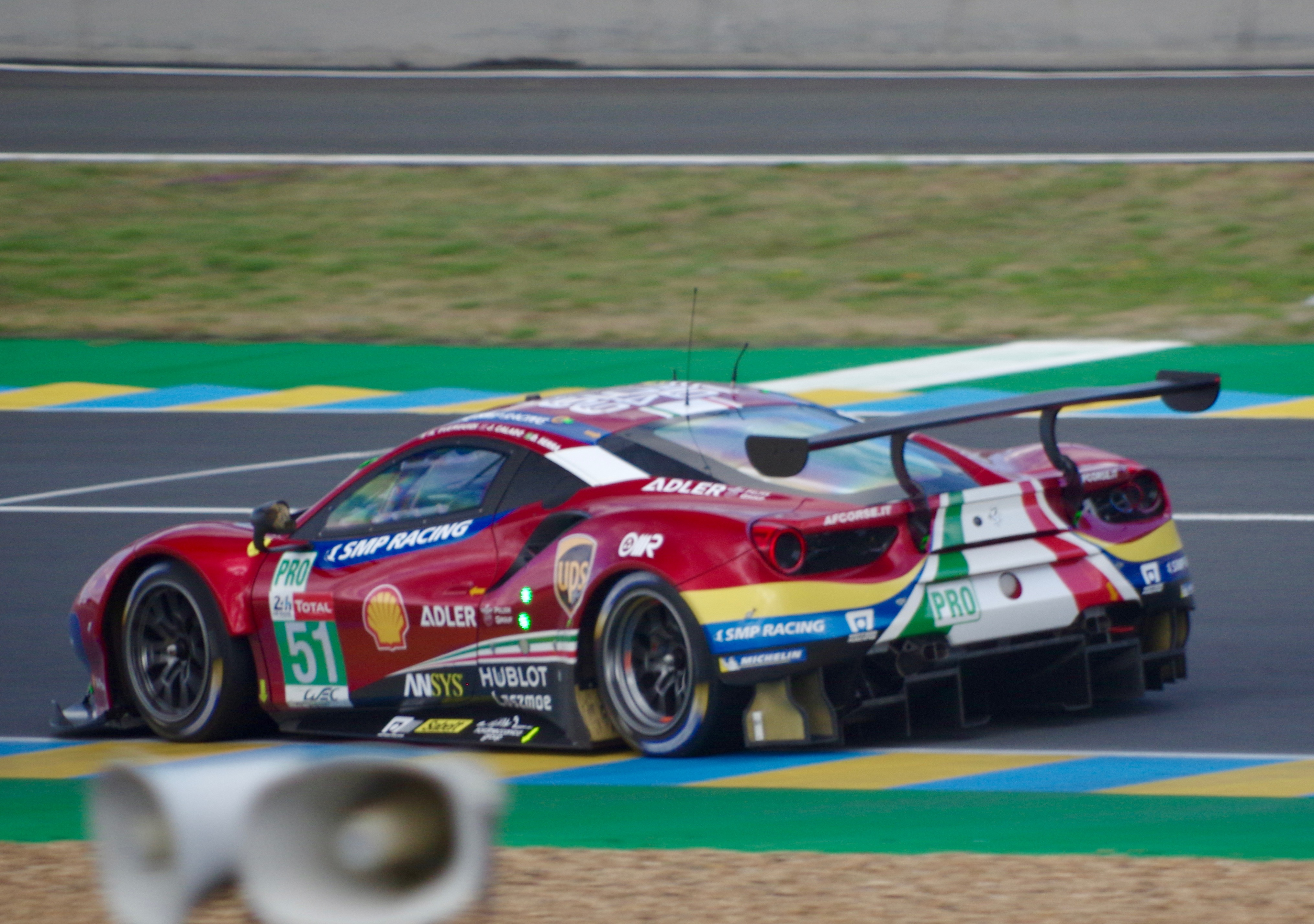
La 488 GTE Evo con cui AF Corse è tornata alla vittoria di classe nella 24 Ore di Le Mans 2019.

La seconda parte della stagione 2018/2019 si apre con un doppio piazzamento a punti alla 1000 di Sebring per le vetture 51 e 71. Alla 6 Ore di Spa è arrivato un secondo posto per la vettura 51 in una gara condizionata da un alternarsi di sole, pioggia e neve. Solamente una bandiera rossa esposta a 10 minuti dalla fine della gara ha impedito a Calado di andare all'attacco dell'Aston Martin in testa alla gara, la quale era attesa ai box poiché non aveva carburante a sufficienza per concludere la gara.
A cinque anni dall'ultimo trionfo le Ferrari di AF Corse sono tornate a vincere la 24 Ore di Le Mans tra le vetture gran turismo dopo una lunga battaglia contro Corvette, Porsche e Ford. Più arretrate sono arrivate Aston Martin e BMW. Come nel 2012 e 2014, anche nel 2019 la vittoria è andata alla vettura numero 51 condotta questa volta da Alessandro Pier Guidi, James Calado e Daniel Serra. Partita dalla dodicesima posizione, la vettura ha fin da subito mostrato un ottimo passo gara che, unito ad una buona velocità in punta, le ha permesso di compiere numerosi sorpassi nel corso delle prime ore di gara fino a portarsi in prima posizione. Al mattino la lotta per la vittoria è diventata una questione tra la Ferrari 51, la Corvette 63 e due delle quattro Porsche ufficiali, quest'ultime leggermente più staccate. La Ferrari sostava diversi giri prima rispetto ai rivali per via di una foratura accusata nel corso del mattino, e come conseguenza alternava fasi in cui era da sola in testa alla gara ad altre in cui si trovava in gruppo con i rivali, con lo svantaggio di dover effettuare un pit stop in più rispetto ai rivali. A tre ore dal traguardo AF Corse è stata in grado di costruire un cospicuo vantaggio nei confronti dei rivali che hanno dovuto sostare in regime di Safety Car, trovando il semaforo rosso in uscita dalla pit lane. L'esito della gara sembrava incerto tra la Ferrari e le Corvette, con la vettura 51 in testa alla gara con oltre un minuto di vantaggio ma costretta ad effettuare un pit stop in più. Un testacoda di Jan Magnussen durante la ripartenza dopo il regime di safety car ha tolto dai giochi il team americano. La 51 ha controllato la gara fino al traguardo, tagliato con 50' di vantaggio sulle Porsche.. Ritiro dopo 10 ore di gara per la vettura 71 a causa di un problema meccanico. Sfruttando la vittoria a Le Mans, Pier Guidi e Calado hanno concluso il campionato al secondo posto dietro a Estre e Christensen, secondo posto per Ferrari nella classifica costruttori.
La stagione 2019-2020 del mondiale endurance non è cominciata nel migliore dei modi. Alla 4 Ore di Silverstone AF Corse ha messo in mostra in passo gara superiore ai rivali che le ha consentito di superare in pista entrambe le Porsche e portarsi al comando della gara. A 45 minuti dal termine la vettura 51 ha ricevuto un drive through per aver superato una vettura in regime di Safety Car. Ma l'infrazione non era stata commessa, il team lo ha fatto notare alla direzione gara che ha provveduto a cancellare il drive through. La direzione gara non è stata sufficientemente veloce a rescindere la penalità, l'annullamento è arrivato pochi secondi dopo l'ingresso della vettura di AF Corse in pit lane per scontare il drive through. La vettura 51 di Pier Guidi e Calado si è dovuta accontentare di un quarto posto, ritiro per la 71 di Rigon e Molina a causa di un incidente in fase di doppiaggio causato da una Ginetta Lmp1. Alla 6 Ore del Fuji è arrivato un quarto e quinto posto con la strategia rovinata da una FCY. Alla 4 ore di Shanghai è arrivata una vittoria per AF Corse con Pier Guidi e Calado, tuttavia la Ferrari è stata squalificata per un'infrazione dovuta all'altezza da terra. Sostenendo che l'irregolarità sia stata causata da un contatto in gara, la squadra ha presentato appello. In data 13 Febbraio 2020 la sentenza è stata resa pubblica e la Ferrari di AF Corse è stata proclamata vincitrice della 4 Ore di Shanghai. Alla 8 Ore del Bahrain le due Ferrari hanno combattuto corpo a corpo per l'intera gara contro le due Aston Martin e inizialmente anche con Porsche. La 51 è arrivata quarta attardata da una foratura mentre la 71 è giunta al secondo posto a causa di un controverso stop and go assegnato a mezz'ora dal termine mentre lottava per la vittoria con la Aston Martin numero 95. Durante l'ultimo pit stop Molina in ripartenza ha infatti fatto sgommare leggermente le ruote ed è stato penalizzato dai giudici di gara, sanzione reputata eccessiva da Rigon.

#### L'impegno in Hypercar

##### 2023-

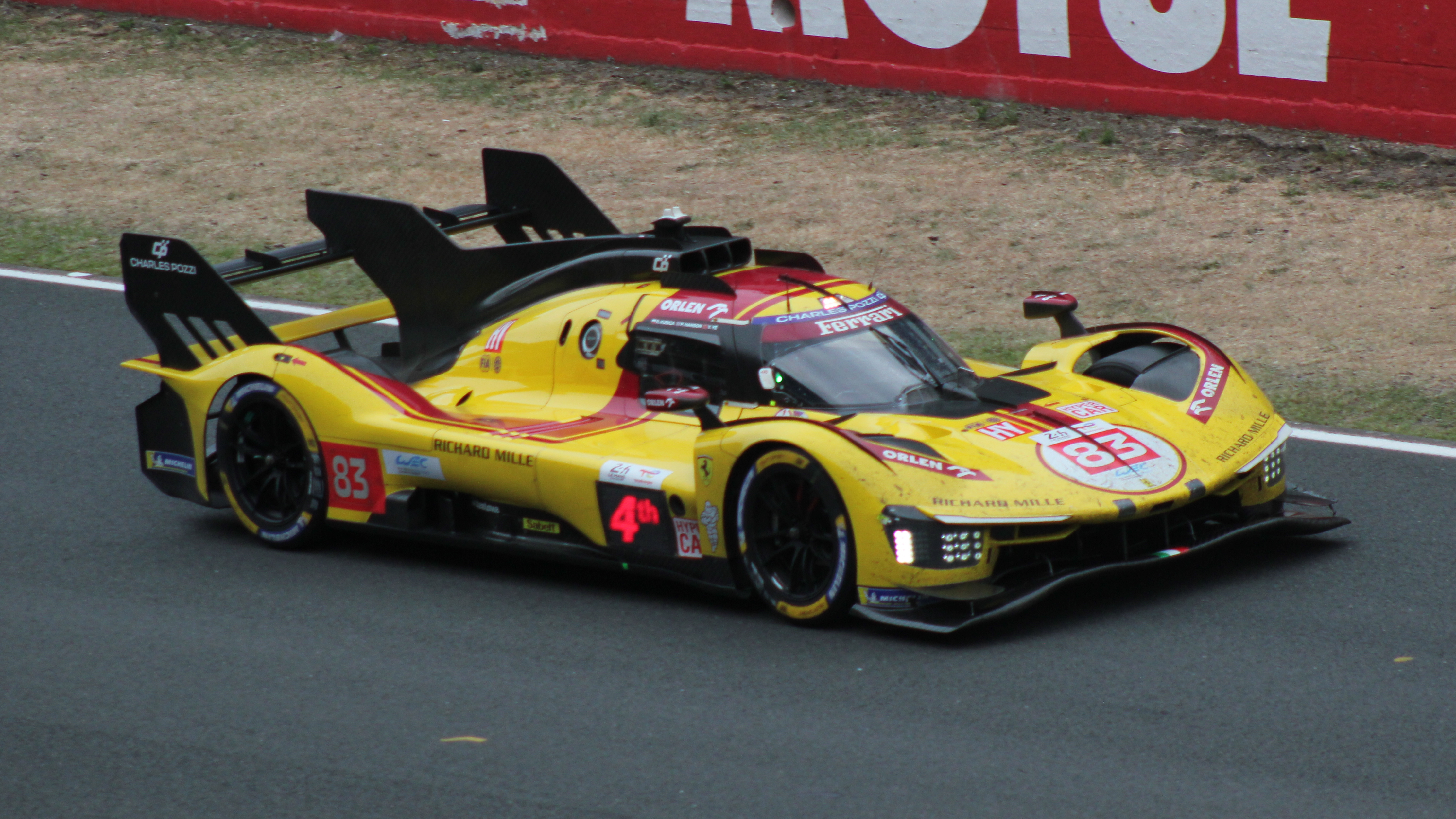
La Ferrari 499P con cui AF Corse ha vinto la classifica assoluta della 24 Ore di Le Mans 2025.

Nel 2023, AF Corse e Scuderia Ferrari hanno annunciato una partnership per schierare la nuova hypercar 499P del cavallino rampante nel FIA World Endurance Championship. Dopo una stagione di successi, tra cui la vittoria a Le Mans nell'edizione del centenario – e la prima Le Mans della Ferrari nella massima categoria dopo cinquant'anni –, dal 2024 la squadra decise di schierare anche una terza vettura, gestita privatamente dal team piacentino – e riconoscibile dalla livrea giallo Modena – e affidata a un equipaggio composto da Robert Kubica, Robert Shwartzman e Ye Yifei.
La collaborazione con il team Ferrari Hypercar è stata immediatamente un successo, in particolare a Le Mans, con le due vetture ufficiali n. 51 e n. 50 che hanno vinto l'evento principale rispettivamente nel 2023 e nel 2024. Questi trionfi hanno fatto sì che tutti e sei i loro piloti ufficiali, invariati nei due anni, abbiano vinto sulla Sarthe: Antonio Fuoco, Miguel Molina e Nicklas Nielsen sulla vettura n. 50, e Alessandro Pier Guidi, James Calado e Antonio Giovinazzi sulla vettura n. 51. Nel 2024, in particolare, la 499P privata n. 83 di AF Corse aveva condotto gran parte dell'edizione prima di ritirarsi per un guasto al motore.
Nella stagione 2025, AF Corse riesce nuovamente a primeggiare a Le Mans, questa volta proprio con la vettura privata n. 83 guidata da Ye, Kubica e il nuovo arrivo Philip Hanson: dopo venti anni un team privato torna a vincere la classifica generale della Sarthe.

### DTM

#### Il debutto vincente (2021-)

##### 2021

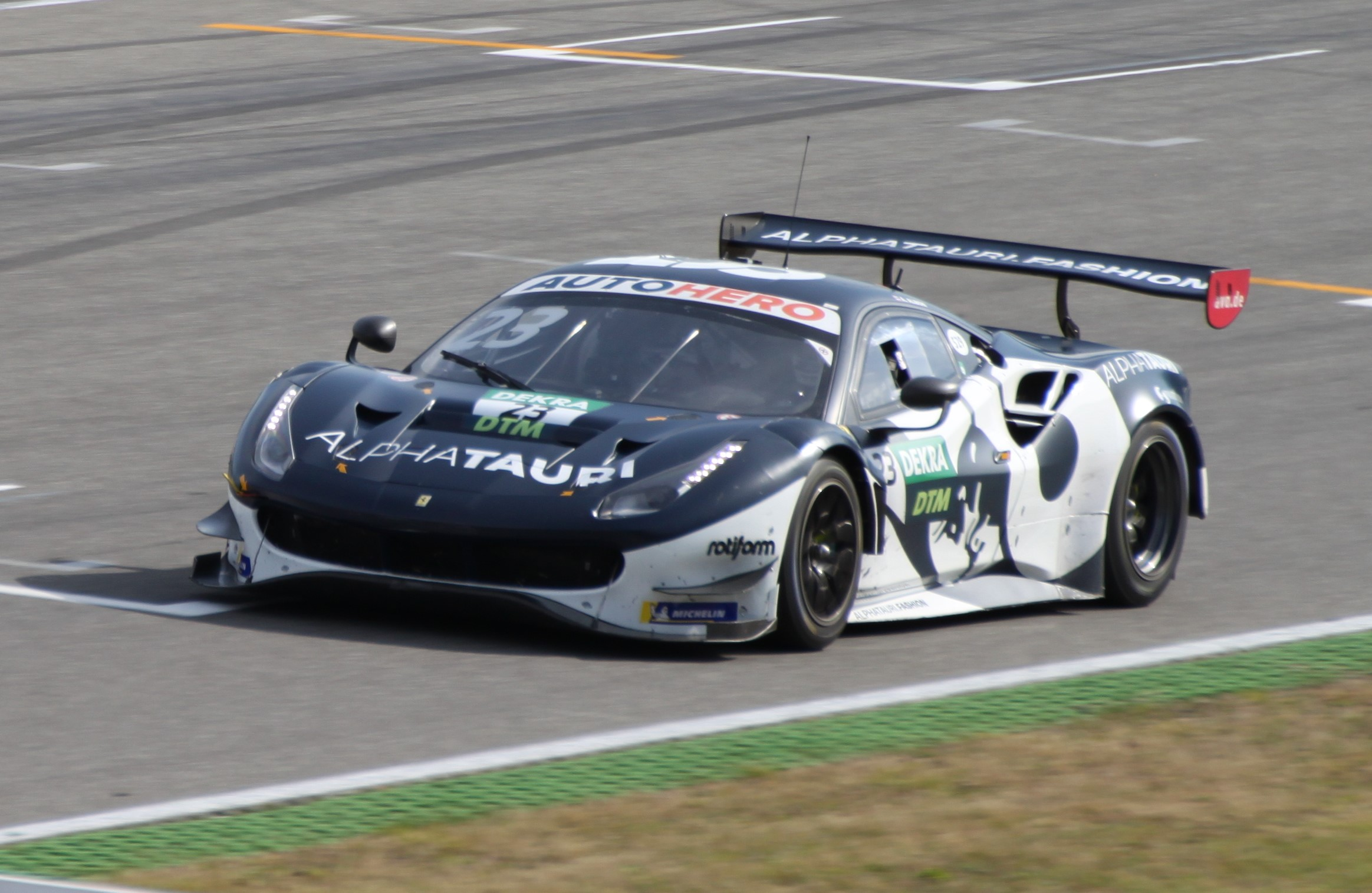
La Ferrari 488 GT3 Evo con cui AF Corse ha vinto il titolo per squadre nel Deutsche Tourenwagen Masters 2021.

Nel 2021 AF Corse entra nella serie tedesca DTM – nell'occasione convertitasi a livello regolamentare dalle silhouette alle GT3 – con due vetture Ferrari 488 GT3 Evo 2020 e con il supporto della Red Bull Racing e della Scuderia AlphaTauri; come piloti vengono schierati Alexander Albon, transfuga dalla Formula 1, e Liam Lawson più Nick Cassidy come riserva. Nella gara d'esordio, disputata a Monza, subito Lawson trionfa davanti alla Mercedes-AMG GT3 di Maximilian Götz, mentre Albon chiude anche lui sul podio in terza posizione; nel resto del calendario, arrivano per il team piacentino la vittoria di Albon al Nürburgring e la doppietta di Lawson al Red Bull Ring. Il campionato 2021 si chiude per AF Corse con Lawson in lotta per il titolo piloti fino all'ultimo appuntamento del Norisring, cedendo al solo Götz, e soprattutto con la vittoria del titolo per squadre, appena il secondo nella storia del DTM per un marchio non tedesco dall'affermazione di Alfa Romeo nell'edizione 1993.
Il finale di stagione è stato contraddistinto da numerose polemiche a causa dell'atteggiamento del pilota Audi e contendente al titolo Kelvin Van Der Linde, il quale durante la partenza dell'ultima gara al Norisring ha colpito di proposito la vettura di Liam Lawson, in quel momento in testa alla gara e al campionato con 19 punti di vantaggio, rompendogli lo sterzo e togliendogli la possibilità di lottare per il campionato. Da segnalare che Van Der Linde aveva tentato la stessa manovra nei due round precedenti, e che più in là nel corso della gara è stato costretto al ritiro da una foratura causata da un contatto con Maximilian Gotz. Successivamente la Mercedes ha imposto degli ordini di squadra ed ha fermato Lucas Auer e Philip Ellis, in quel momento in testa alla gara, per consentire a Gotz di ottenere punti a sufficienza per scavalcare Lawson in classifica. Nick Cassidy, precipitato in ultima posizione a causa dell'incidente provocato da Van Der Linde, è stato in grado di recuperare diverse posizioni e portarsi alle spalle di Gotz, ma è stato bloccato da tre diverse Mercedes che hanno fatto fronte comune per fermarlo.

## Risultati

### Campionato FIA GT
| Anno | Classe | Vettura           | Pilota              | 1      | 2       | 3       | 4       | 5       | 6       | 7     | 8      | 9       | 10      | 11    | PP  | Punti | PC | Punti |
| ---- | ------ | ----------------- | ------------------- | ------ | ------- | ------- | ------- | ------- | ------- | ----- | ------ | ------- | ------- | ----- | --- | ----- | -- | ----- |
| 2004 | GT     | Maserati MC12 GT1 | Andrea Bertolini    | MON    | VAL     | MAG     | HOC     | BRN     | DON     | SPA   | IMO NC | OSC NC  | DUB Rit | ZHU 1 | 22º | 10    | 7º | 18    |
| 2004 | GT     | Maserati MC12 GT1 | Mika Salo           | MON    | VAL     | MAG     | HOC     | BRN 1   | DON 2   | SPA 2 | IMO NC | OSC NC  | DUB Rit | ZHU 1 | 9º  | 27    | 7º | 18    |
| 2004 | GT     | Maserati MC12 GT1 | Fabrizio de Simone  | MON    | VAL     | MAG     | HOC     | BRN     | DON     | SPA   | IMO NC | OSC NC  | DUB NC  | ZHU 2 | 25º | 8     | 7º | 18    |
| 2004 | GT     | Maserati MC12 GT1 | Johnny Herbert      | MON    | VAL     | MAG     | HOC     | BRN     | DON     | SPA   | IMO NC | OSC NC  | DUB NC  | ZHU 2 | 25º | 8     | 7º | 18    |
| 2006 | GT2    | Ferrari F430 GTC  | Jaime Melo          | SIL 1  | BRN 3   | OSC 6   | SPA 2   | PRI 4   | DIG 1   | MUG 2 | HUN 2  | ADR 5   | DUB 2   |       | 1º  | 79    | 1º | 140   |
| 2006 | GT2    | Ferrari F430 GTC  | Matteo Bobbi        | SIL 1  | BRN 3   | OSC 6   | SPA 2   | PRI 4   | DIG 1   | MUG 2 | HUN 2  | ADR 5   | DUB     |       | 2°  | 71    | 1º | 140   |
| 2006 | GT2    | Ferrari F430 GTC  | Stéphane Ortelli    | SIL    | BRN     | OSC     | SPA 2   | PRI     | DIG     | MUG   | HUN    | ADR     | DUB     |       | 14º | 17    | 1º | 140   |
| 2006 | GT2    | Ferrari F430 GTC  | Toni Vilander       | SIL    | BRN     | OSC     | SPA     | PRI     | DIG     | MUG   | HUN    | ADR     | DUB 2   |       | 17º | 8     | 1º | 140   |
| 2006 | GT2    | Ferrari F430 GTC  | Mika Salo           | SIL 3  | BRN 6   | OSC 2   | SPA 1   | PRI 5   | DIG 3   | MUG 4 | HUN 5  | ADR SQ  | DUB 3   |       | 3º  | 61    | 1º | 140   |
| 2006 | GT2    | Ferrari F430 GTC  | José Rui Águas      | SIL 3  | BRN 6   | OSC 2   | SPA 1   | PRI 5   | DIG 3   | MUG 4 | HUN 5  | ADR SQ  | DUB 3   |       | 3º  | 61    | 1º | 140   |
| 2006 | GT2    | Ferrari F430 GTC  | Timo Scheider       | SIL    | BRN     | OSC     | SPA 1   | PRI     | DIG     | MUG   | HUN    | ADR     | DUB     |       | 13º | 19    | 1º | 140   |
| 2007 | GT2    | Ferrari F430 GTC  | Toni Vilander       | ZHU 1  | SIL 1   | BUC 1   | MON 2   | OSC 4   | SPA Rit | ADR 1 | BRN 1  | NOG Rit | ZOL 1   |       | 1º  | 73    | 1º | 139   |
| 2007 | GT2    | Ferrari F430 GTC  | Dirk Müller         | ZHU 1  | SIL 1   | BUC 1   | MON 2   | OSC 4   | SPA Rit | ADR 1 | BRN 1  | NOG Rit | ZOL 1   |       | 1º  | 73    | 1º | 139   |
| 2007 | GT2    | Ferrari F430 GTC  | Mika Salo           | ZHU    | SIL     | BUC     | MON     | OSC     | SPA Rit | ADR   | BRN    | NOG     | ZOL     |       | NC  | 0     | 1º | 139   |
| 2007 | GT2    | Ferrari F430 GTC  | Gianmaria Bruni     | ZHU 2  | SIL Rit | BUC NP  | MON 1   | OSC 1   | SPA 10  | ADR 2 | BRN 2  | NOG 1   | ZOL 5   |       | 2º  | 66    | 1º | 139   |
| 2007 | GT2    | Ferrari F430 GTC  | Stéphane Ortelli    | ZHU 2  | SIL Rit | BUC NP  | MON 1   | OSC 1   | SPA 10  | ADR 2 | BRN 2  | NOG 1   | ZOL 5   |       | 2º  | 66    | 1º | 139   |
| 2007 | GT2    | Ferrari F430 GTC  | José Rui Águas      | ZHU    | SIL     | BUC     | MON     | OSC     | SPA 10  | ADR   | BRN 4  | NOG 7   | ZOL 3   |       | 14º | 15    | 8º | 13    |
| 2007 | GT2    | Ferrari F430 GTC  | Stefano Gattuso     | ZHU    | SIL     | BUC     | MON     | OSC     | SPA     | ADR   | BRN 4  | NOG     | ZOL     |       | 28º | 5     | 8º | 13    |
| 2007 | GT2    | Ferrari F430 GTC  | Philipp Peter       | ZHU    | SIL     | BUC     | MON     | OSC     | SPA     | ADR   | BRN    | NOG 7   | ZOL     |       | 30º | 2     | 8º | 13    |
| 2007 | GT2    | Ferrari F430 GTC  | Maurizio Mediani    | ZHU    | SIL     | BUC     | MON     | OSC     | SPA     | ADR 6 | BRN    | NOG 5   | ZOL 3   |       | 19º | 13    | 8º | 13    |
| 2008 | GT2    | Ferrari F430 GTC  | Toni Vilander       | SIL 1  | MON 2   | ADR 1   | OSC 1   | SPA 3   | BUC 2   | BRN 1 | NOG 3  | ZOL 1   | SAN 2   |       | 1º  | 93    | 1º | 138   |
| 2008 | GT2    | Ferrari F430 GTC  | Gianmaria Bruni     | SIL 1  | MON 2   | ADR 1   | OSC 1   | SPA 3   | BUC 2   | BRN 1 | NOG 3  | ZOL 1   | SAN 2   |       | 1º  | 93    | 1º | 138   |
| 2008 | GT2    | Ferrari F430 GTC  | Mika Salo           | SIL    | MON     | ADR     | OSC     | SPA 3   | BUC     | BRN   | NOG    | ZOL     | SAN     |       | 18º | 13    | 1º | 138   |
| 2008 | GT2    | Ferrari F430 GTC  | Jaime Melo          | SIL    | MON     | ADR     | OSC     | SPA 3   | BUC     | BRN   | NOG    | ZOL     | SAN     |       | 18º | 13    | 1º | 138   |
| 2008 | GT2    | Ferrari F430 GTC  | Thomas Biagi        | SIL 4  | MON 3   | ADR 2   | OSC 2   | SPA Rit | BUC Rit | BRN 4 | NOG 5  | ZOL Rit | SAN 3   |       | 4º  | 45    | 1º | 138   |
| 2008 | GT2    | Ferrari F430 GTC  | Christian Montanari | SIL 4  | MON 3   | ADR 2   | OSC 2   | SPA Rit | BUC Rit | BRN 4 | NOG 5  | ZOL Rit | SAN 3   |       | 4º  | 45    | 1º | 138   |
| 2008 | GT2    | Ferrari F430 GTC  | Dominik Farnbacher  | SIL    | MON     | ADR     | OSC     | SPA Rit | BUC     | BRN   | NOG    | ZOL     | SAN     |       | 35º | 1     | 1º | 138   |
| 2008 | GT2    | Ferrari F430 GTC  | Matías Russo        | SIL 9  | MON 9   | ADR 6   | OSC 6   | SPA Rit | BUC 6   | BRN 6 | NOG 9  | ZOL 5   | SAN 1   |       | 10º | 25,5  | 5º | 24,5  |
| 2008 | GT2    | Ferrari F430 GTC  | Luís Pérez Companc  | SIL 9  | MON 9   | ADR 6   | OSC 6   | SPA     | BUC 6   | BRN 6 | NOG 9  | ZOL 5   | SAN 1   |       | 11º | 24,5  | 5º | 24,5  |
| 2009 | GT2    | Ferrari F430 GTC  | Toni Vilander       | SIL 11 | ADR 2   | OSC 1   | SPA 1   | HUN 2   | ALG 6   | PAU 1 | ZOL 4  |         |         |       | 2º  | 54    | 1º | 88    |
| 2009 | GT2    | Ferrari F430 GTC  | Gianmaria Bruni     | SIL 11 | ADR 2   | OSC 1   | SPA 1   | HUN 2   | ALG 6   | PAU 1 | ZOL 4  |         |         |       | 2º  | 54    | 1º | 88    |
| 2009 | GT2    | Ferrari F430 GTC  | Luís Pérez Companc  | SIL 2  | ADR     | OSC Rit | SPA 1   | HUN 7   | ALG 4   | PAU 4 | ZOL 10 |         |         |       | 6º  | 30    | 1º | 88    |
| 2009 | GT2    | Ferrari F430 GTC  | Jaime Melo          | SIL    | ADR     | OSC     | SPA 1   | HUN     | ALG     | PAU   | ZOL    |         |         |       | 14º | 10    | 1º | 88    |
| 2009 | GT2    | Ferrari F430 GTC  | Álvaro Barba        | SIL 5  | ADR 3   | OSC 7   | SPA Rit | HUN 5   | ALG 1   | PAU 3 | ZOL 7  |         |         |       | 4º  | 34    | 1º | 88    |
| 2009 | GT2    | Ferrari F430 GTC  | Niki Cadei          | SIL 5  | ADR 3   | OSC 7   | SPA Rit | HUN 5   | ALG 1   | PAU 3 | ZOL 7  |         |         |       | 4º  | 34    | 1º | 88    |
| 2009 | GT2    | Ferrari F430 GTC  | Matías Russo        | SIL 2  | ADR     | OSC Rit | SPA Rit | HUN 7   | ALG 4   | PAU 4 | ZOL 10 |         |         |       | 10º | 20    | 1º | 88    |
| 2009 | GT2    | Ferrari F430 GTC  | Pierre Kaffer       | SIL    | ADR     | OSC     | SPA Rit | HUN     | ALG     | PAU   | ZOL    |         |         |       | NC  | 0     | 1º | 88    |

### Le Mans Series
| Anno | Classe    | Vettura                | Pilota                 | 1       | 2       | 3     | 4       | 5       | PP  | Punti | PC  | Punti |
| ---- | --------- | ---------------------- | ---------------------- | ------- | ------- | ----- | ------- | ------- | --- | ----- | --- | ----- |
| 2010 | GT2       | Ferrari F430 GT2       | Giancarlo Fisichella   | PRI 3   | SPA 3   | ALG 2 | HUN 4   | SIL 12  | 3º  | 66    | 2º  | 66    |
| 2010 | GT2       | Ferrari F430 GT2       | Toni Vilander          | PRI 3   | SPA 3   | ALG 2 | HUN 4   | SIL 12  | 3º  | 66    | 2º  | 66    |
| 2010 | GT2       | Ferrari F430 GT2       | Jean Alesi             | PRI 3   | SPA 3   | ALG 2 | HUN 4   | SIL 12  | 3º  | 66    | 2º  | 66    |
| 2010 | GT2       | Ferrari F430 GT2       | Gianmaria Bruni        | PRI Rit | SPA 2   | ALG 1 | HUN     | SIL 1   | 8º  | 50    | 3º  | 59    |
| 2010 | GT2       | Ferrari F430 GT2       | Jaime Melo             | PRI Rit | SPA 2   | ALG 1 | HUN     | SIL 1   | 8º  | 50    | 3º  | 59    |
| 2010 | GT2       | Ferrari F430 GT2       | Álvaro Barba           | PRI     | SPA     | ALG   | HUN 5   | SIL     | ?   | ?     | 3º  | 59    |
| 2010 | GT2       | Ferrari F430 GT2       | Álvaro Parente         | PRI     | SPA     | ALG   | HUN 5   | SIL     | ?   | ?     | 3º  | 59    |
| 2010 | GT2       | Ferrari F430 GT2       | Luis Pérez Companc     | PRI 5   | SPA 11  | ALG 6 | HUN 8   | SIL 9   | 14º | 38    | 7º  | 38    |
| 2010 | GT2       | Ferrari F430 GT2       | Matías Russo           | PRI 5   | SPA 11  | ALG 6 | HUN 8   | SIL 9   | 14º | 38    | 7º  | 38    |
| 2011 | LMGTE Pro | Ferrari 458 Italia GT2 | Giancarlo Fisichella   | PRI 2   | SPA 1   | IMO 2 | SIL 1   | EST Rit | 1º  | 60    | 1º  | 61    |
| 2011 | LMGTE Pro | Ferrari 458 Italia GT2 | Gianmaria Bruni        | PRI 2   | SPA 1   | IMO 2 | SIL 1   | EST Rit | 1º  | 60    | 1º  | 61    |
| 2011 | LMGTE Pro | Ferrari 458 Italia GT2 | Toni Vilander          | PRI 4   | SPA Rit | IMO 1 | SIL Rit | EST 4   | 4°  | 37    | 1º  | 61    |
| 2011 | LMGTE Pro | Ferrari 458 Italia GT2 | Jaime Melo             | PRI 4   | SPA Rit | IMO 1 | SIL Rit | EST 4   | 4°  | 37    | 1º  | 61    |
| 2011 | LMGTE Pro | Ferrari F430 GT2       | Piergiuseppe Perazzini | PRI 2   | SPA 2   | IMO 3 | SIL 5   | EST 4   | 2º  | 58    | 2ºº | 58    |
| 2011 | LMGTE Pro | Ferrari F430 GT2       | Marco Cioci            | PRI 2   | SPA 2   | IMO 3 | SIL 5   | EST 4   | 2º  | 58    | 2ºº | 58    |
| 2011 | LMGTE Pro | Ferrari F430 GT2       | Stéphane Lémeret       | PRI 2   | SPA 2   | IMO 3 | SIL 5   | EST 4   | 2º  | 58    | 2ºº | 58    |
| 2011 | LMGTE Pro | Ferrari F430 GT2       | José Rui Águas         | PRI 5   | SPA Rit | IMO   | SIL     | EST     | ?   | ?     | 2ºº | 58    |
| 2011 | LMGTE Pro | Ferrari F430 GT2       | Robert Kauffman        | PRI 5   | SPA Rit | IMO   | SIL     | EST     | ?   | ?     | 2ºº | 58    |
| 2011 | LMGTE Pro | Ferrari F430 GT2       | Giuseppe Cirò          | PRI 5   | SPA     | IMO   | SIL     | EST     | ?   | ?     | 2ºº | 58    |

### Campionato del mondo endurance
| Anno      | Classe    | Vettura                | Pilota                 | 1       | 2       | 3       | 4       | 5       | 6       | 7       | 8       | 9     | PP  | Punti | PC  | Punti |
| --------- | --------- | ---------------------- | ---------------------- | ------- | ------- | ------- | ------- | ------- | ------- | ------- | ------- | ----- | --- | ----- | --- | ----- |
| 2012      | LMGTE Pro | Ferrari 458 Italia GT2 | Giancarlo Fisichella   | SEB NP  | SPA 2   | LMS 1   | SIL 1   | SPL 1   | BHR 1   | FUJ 2   | SHA Rit |       | –   | –     | 1º  | 201   |
| 2012      | LMGTE Pro | Ferrari 458 Italia GT2 | Gianmaria Bruni        | SEB NP  | SPA 2   | LMS 1   | SIL 1   | SPL 1   | BHR     | FUJ 2   | SHA Rit |       | –   | –     | 1º  | 201   |
| 2012      | LMGTE Pro | Ferrari 458 Italia GT2 | Toni Vilander          | SEB NP  | SPA     | LMS 1   | SIL     | SPL     | BHR 1   | FUJ     | SHA     |       | –   | –     | 1º  | 201   |
| 2012      | LMGTE Pro | Ferrari 458 Italia GT2 | Andrea Bertolini       | SEB 1   | SPA 4   | LMS 4   | SIL Rit | SPL 4   | BHR 4   | FUJ 4   | SHA 3   |       | –   | –     | 1º  | 201   |
| 2012      | LMGTE Pro | Ferrari 458 Italia GT2 | Olivier Beretta        | SEB 1   | SPA 4   | LMS 4   | SIL Rit | SPL 4   | BHR 4   | FUJ 4   | SHA 3   |       | –   | –     | 1º  | 201   |
| 2012      | LMGTE Pro | Ferrari 458 Italia GT2 | Marco Cioci            | SEB 1   | SPA     | LMS 4   | SIL     | SPL     | BHR     | FUJ     | SHA     |       | –   | –     | 1º  | 201   |
| 2012      | LMGTE Am  | Ferrari 458 Italia GT2 | José Rui Águas         | SEB 4   | SPA NP  | LMS 4   | SIL     | SPL     | BHR 2   | FUJ     | SHA 4   |       | –   | –     | 4º  | 108   |
| 2012      | LMGTE Am  | Ferrari 458 Italia GT2 | Robert Kauffman        | SEB 4   | SPA NP  | LMS 4   | SIL     | SPL     | BHR 2   | FUJ     | SHA 4   |       | –   | –     | 4º  | 108   |
| 2012      | LMGTE Am  | Ferrari 458 Italia GT2 | Michael Waltrip        | SEB 4   | SPA     | LMS     | SIL     | SPL     | BHR     | FUJ     | SHA     |       | –   | –     | 4º  | 108   |
| 2012      | LMGTE Am  | Ferrari 458 Italia GT2 | Brian Vickers          | SEB     | SPA NP  | LMS 4   | SIL     | SPL     | BHR 2   | FUJ     | SHA     |       | –   | –     | 4º  | 108   |
| 2012      | LMGTE Am  | Ferrari 458 Italia GT2 | Matt Griffin           | SEB     | SPA 3   | LMS Rit | SIL 1   | SPL     | BHR     | FUJ     | SHA     |       | –   | –     | 4º  | 108   |
| 2012      | LMGTE Am  | Ferrari 458 Italia GT2 | Piergiuseppe Perazzini | SEB     | SPA 3   | LMS Rit | SIL 1   | SPL     | BHR     | FUJ     | SHA     |       | –   | –     | 4º  | 108   |
| 2012      | LMGTE Am  | Ferrari 458 Italia GT2 | Niki Cadei             | SEB     | SPA     | LMS Rit | SIL     | SPL     | BHR     | FUJ     | SHA     |       | –   | –     | 4º  | 108   |
| 2012      | LMGTE Am  | Ferrari 458 Italia GT2 | Enrique Bernoldi       | SEB     | SPA     | LMS     | SIL     | SPL 3   | BHR     | FUJ     | SHA     |       | –   | –     | 4º  | 108   |
| 2012      | LMGTE Am  | Ferrari 458 Italia GT2 | Francisco Longo        | SEB     | SPA     | LMS     | SIL     | SPL 3   | BHR     | FUJ     | SHA     |       | –   | –     | 4º  | 108   |
| 2012      | LMGTE Am  | Ferrari 458 Italia GT2 | Xandy Negrão           | SEB     | SPA     | LMS     | SIL     | SPL 3   | BHR     | FUJ     | SHA     |       | –   | –     | 4º  | 108   |
| 2013      | LMGTE Pro | Ferrari 458 Italia GT2 | Gianmaria Bruni        | SIL 5   | SPA 1   | LMS 5   | SPL 1   | CDA 2   | FUJ 2   | SHA 4   | BHR 1   |       | 1º  | 145   | 1º  | 145   |
| 2013      | LMGTE Pro | Ferrari 458 Italia GT2 | Giancarlo Fisichella   | SIL 5   | SPA 1   | LMS 5   | SPL 1   | CDA 2   | FUJ 2   | SHA 4   | BHR 3   |       | 2º  | 135   | 1º  | 145   |
| 2013      | LMGTE Pro | Ferrari 458 Italia GT2 | Matteo Malucelli       | SIL     | SPA     | LMS 5   | SPL     | CDA     | FUJ     | SHA     | BHR     |       | 18º | 30    | 1º  | 145   |
| 2013      | LMGTE Pro | Ferrari 458 Italia GT2 | Toni Vilander          | SIL 2   | SPA 3   | LMS 4   | SPL Rit | CDA 3   | FUJ 9   | SHA 5   | BHR 1   |       | 5º  | 108   | 5º  | 105   |
| 2013      | LMGTE Pro | Ferrari 458 Italia GT2 | Kamui Kobayashi        | SIL 2   | SPA 3   | LMS 4   | SPL Rit | CDA 3   | FUJ 9   | SHA 5   | BHR 3   |       | 7º  | 98    | 5º  | 105   |
| 2013      | LMGTE Pro | Ferrari 458 Italia GT2 | Olivier Beretta        | SIL     | SPA     | LMS 4   | SPL     | CDA     | FUJ     | SHA     | BHR     |       | 21º | 4     | 5º  | 105   |
| 2013      | LMGTE Am  | Ferrari 458 Italia GT2 | Matt Griffin           | SIL 8   | SPA 9   | LMS 3   | SPL Rit | CDA 7   | FUJ 7   | SHA 6   | BHR 3   |       | 9º  | 68    | 7º  | 76    |
| 2013      | LMGTE Am  | Ferrari 458 Italia GT2 | Marco Cioci            | SIL 8   | SPA 9   | LMS 3   | SPL Rit | CDA 7   | FUJ 7   | SHA 6   | BHR     |       | 12º | 53    | 7º  | 76    |
| 2013      | LMGTE Am  | Ferrari 458 Italia GT2 | Jack Gerber            | SIL 8   | SPA 9   | LMS 3   | SPL Rit | CDA 7   | FUJ 7   | SHA 6   | BHR     |       | 12º | 53    | 7º  | 76    |
| 2013      | LMGTE Am  | Ferrari 458 Italia GT2 | Emmanuel Collard       | SIL     | SPA     | LMS     | SPL     | CDA     | FUJ     | SHA     | BHR 3   |       | 22º | 15    | 7º  | 76    |
| 2013      | LMGTE Am  | Ferrari 458 Italia GT2 | François Perrodo       | SIL     | SPA     | LMS     | SPL     | CDA     | FUJ     | SHA     | BHR 3   |       | 22º | 15    | 7º  | 76    |
| 2013      | LMGTE Am  | Ferrari 458 Italia GT2 | Yannick Mallégol       | SIL     | SPA 8   | LMS Rit | SPL     | CDA     | FUJ     | SHA     | BHR     |       | 25º | 4     | –   | –     |
| 2013      | LMGTE Am  | Ferrari 458 Italia GT2 | Jean-Marc Bachelier    | SIL     | SPA 8   | LMS Rit | SPL     | CDA     | FUJ     | SHA     | BHR     |       | 25º | 4     | –   | –     |
| 2013      | LMGTE Am  | Ferrari 458 Italia GT2 | Howard Blank           | SIL     | SPA 8   | LMS Rit | SPL     | CDA     | FUJ     | SHA     | BHR     |       | 25º | 4     | –   | –     |
| 2013      | LMGTE Am  | Ferrari 458 Italia GT2 | Piergiuseppe Perazzini | SIL     | SPA     | LMS 2   | SPL     | CDA     | FUJ     | SHA     | BHR     |       | 18º | 36    | –   | –     |
| 2013      | LMGTE Am  | Ferrari 458 Italia GT2 | Lorenzo Casè           | SIL     | SPA     | LMS 2   | SPL     | CDA     | FUJ     | SHA     | BHR     |       | 18º | 36    | –   | –     |
| 2013      | LMGTE Am  | Ferrari 458 Italia GT2 | Darryl O'Young         | SIL     | SPA     | LMS 2   | SPL     | CDA     | FUJ     | SHA     | BHR     |       | 18º | 36    | –   | –     |
| 2014      | LMGTE Pro | Ferrari 458 Italia GT2 | Gianmaria Bruni        | SIL 4   | SPA 1   | LMS 1   | CDA 3   | FUJ 1   | SHA Rit | BHR 1   | SPL 4   |       | 1º  | 168   | 1º  | 168   |
| 2014      | LMGTE Pro | Ferrari 458 Italia GT2 | Toni Vilander          | SIL 4   | SPA 1   | LMS 1   | CDA 3   | FUJ 1   | SHA Rit | BHR 1   | SPL 4   |       | 1º  | 168   | 1º  | 168   |
| 2014      | LMGTE Pro | Ferrari 458 Italia GT2 | Giancarlo Fisichella   | SIL     | SPA     | LMS 1   | CDA     | FUJ     | SHA     | BHR     | SPL     |       | 14º | 51    | 1º  | 168   |
| 2014      | LMGTE Pro | Ferrari 458 Italia GT2 | Davide Rigon           | SIL 5   | SPA 3   | LMS Rit | CDA 7   | FUJ 2   | SHA 3   | BHR 3   | SPL 3   |       | 7º  | 94    | 5º  | 98    |
| 2014      | LMGTE Pro | Ferrari 458 Italia GT2 | James Calado           | SIL 5   | SPA 3   | LMS     | CDA 7   | FUJ 2   | SHA 3   | BHR 3   | SPL 3   |       | 7º  | 94    | 5º  | 98    |
| 2014      | LMGTE Pro | Ferrari 458 Italia GT2 | Olivier Beretta        | SIL     | SPA     | LMS Rit | CDA     | FUJ     | SHA     | BHR     | SPL     |       | NC  | 0     | 5º  | 98    |
| 2014      | LMGTE Pro | Ferrari 458 Italia GT2 | Pierre Kaffer          | SIL     | SPA     | LMS Rit | CDA     | FUJ     | SHA     | BHR     | SPL     |       | NC  | 0     | 5º  | 98    |
| 2014      | LMGTE Am  | Ferrari 458 Italia GT2 | Michele Rugolo         | SIL 3   | SPA 5   | LMS Rit | CDA 6   | FUJ Rit | SHA     | BHR 2   | SPL 3   |       | 7º  | 68    | 5º  | 68    |
| 2014      | LMGTE Am  | Ferrari 458 Italia GT2 | Stephen Wyatt          | SIL 3   | SPA 5   | LMS Rit | CDA 6   | FUJ Rit | SHA     | BHR 2   | SPL 3   |       | 7º  | 68    | 5º  | 68    |
| 2014      | LMGTE Am  | Ferrari 458 Italia GT2 | Andrea Bertolini       | SIL     | SPA 5   | LMS     | CDA 6   | FUJ Rit | SHA     | BHR 2   | SPL 3   |       | 11º | 51    | 5º  | 68    |
| 2014      | LMGTE Am  | Ferrari 458 Italia GT2 | Sam Bird               | SIL 3   | SPA     | LMS Rit | CDA     | FUJ     | SHA     | BHR     | SPL     |       | 16º | 17    | 5º  | 68    |
| 2014      | LMGTE Am  | Ferrari 458 Italia GT2 | Marco Cioci            | SIL 6   | SPA 1   | LMS 3   | CDA 4   | FUJ     | SHA     | BHR     | SPL     |       | 6º  | 76    | 4º  | 102   |
| 2014      | LMGTE Am  | Ferrari 458 Italia GT2 | Mirko Venturi          | SIL 6   | SPA 1   | LMS 3   | CDA 4   | FUJ     | SHA     | BHR     | SPL     |       | 6º  | 76    | 4º  | 102   |
| 2014      | LMGTE Am  | Ferrari 458 Italia GT2 | Luís Pérez Companc     | SIL 6   | SPA 1   | LMS 3   | CDA 4   | FUJ     | SHA     | BHR     | SPL     |       | 6º  | 76    | 4º  | 102   |
| 2014      | LMGTE Am  | Ferrari 458 Italia GT2 | Jeroen Bleekemolen     | SIL     | SPA     | LMS     | CDA     | FUJ 5   | SHA     | BHR     | SPL     |       | 20º | 10    | 4º  | 102   |
| 2014      | LMGTE Am  | Ferrari 458 Italia GT2 | Mike Skeen             | SIL     | SPA     | LMS     | CDA     | FUJ 5   | SHA     | BHR     | SPL     |       | 20º | 10    | 4º  | 102   |
| 2014      | LMGTE Am  | Ferrari 458 Italia GT2 | Bret Curtis            | SIL     | SPA     | LMS     | CDA     | FUJ 5   | SHA     | BHR     | SPL     |       | 20º | 10    | 4º  | 102   |
| 2014      | LMGTE Am  | Ferrari 458 Italia GT2 | Jeff Segal             | SIL     | SPA     | LMS     | CDA 5   | FUJ Rit | SHA     | BHR 6   | SPL 6   |       | 13º | 26    | 4º  | 102   |
| 2014      | LMGTE Am  | Ferrari 458 Italia GT2 | Alessandro Pier Guidi  | SIL     | SPA     | LMS     | CDA     | FUJ     | SHA     | BHR 6   | SPL 6   |       | 18º | 16    | 4º  | 102   |
| 2014      | LMGTE Am  | Ferrari 458 Italia GT2 | Aljaksandr Talkanica   | SIL     | SPA     | LMS     | CDA     | FUJ     | SHA     | BHR 6   | SPL     |       | 22º | 8     | 4º  | 102   |
| 2014      | LMGTE Am  | Ferrari 458 Italia GT2 | Emerson Fittipaldi     | SIL     | SPA     | LMS     | CDA     | FUJ     | SHA     | BHR     | SPL 6   |       | 23º | 8     | 4º  | 102   |
| 2014      | LMGTE Am  | Ferrari 458 Italia GT2 | Lorenzo Casé           | SIL     | SPA 7   | LMS Rit | CDA     | FUJ     | SHA     | BHR     | SPL     |       | 24º | 6     | –   | –     |
| 2014      | LMGTE Am  | Ferrari 458 Italia GT2 | Raffaele Giammaria     | SIL     | SPA 7   | LMS Rit | CDA     | FUJ     | SHA     | BHR     | SPL     |       | 24º | 6     | –   | –     |
| 2014      | LMGTE Am  | Ferrari 458 Italia GT2 | Peter Mann             | SIL     | SPA 7   | LMS Rit | CDA     | FUJ     | SHA     | BHR     | SPL     |       | 24º | 6     | –   | –     |
| 2014      | LMGTE Am  | Ferrari 458 Italia GT2 | Yannick Mallégol       | SIL     | SPA     | LMS 14  | CDA     | FUJ     | SHA     | BHR     | SPL     |       | 19º | 12    | –   | –     |
| 2014      | LMGTE Am  | Ferrari 458 Italia GT2 | Jean-Marc Bachelier    | SIL     | SPA     | LMS 14  | CDA     | FUJ     | SHA     | BHR     | SPL     |       | 19º | 12    | –   | –     |
| 2014      | LMGTE Am  | Ferrari 458 Italia GT2 | Howard Blank           | SIL     | SPA     | LMS 14  | CDA     | FUJ     | SHA     | BHR     | SPL     |       | 19º | 12    | –   | –     |
| 2015      | LMGTE Pro | Ferrari 458 Italia GT2 | Gianmaria Bruni        | SIL 1   | SPA 4   | LMS 4   | NÜR 14  | CDA 7   | FUJ 1   | SHA 2   | BHR 2   |       | 2º  | 131,5 | 2º  | 149   |
| 2015      | LMGTE Pro | Ferrari 458 Italia GT2 | Toni Vilander          | SIL 1   | SPA 4   | LMS 4   | NÜR 14  | CDA 7   | FUJ 1   | SHA 2   | BHR 2   |       | 2º  | 131,5 | 2º  | 149   |
| 2015      | LMGTE Pro | Ferrari 458 Italia GT2 | Giancarlo Fisichella   | SIL     | SPA     | LMS 4   | NÜR     | CDA     | FUJ     | SHA     | BHR     |       | 20º | 24    | 2º  | 149   |
| 2015      | LMGTE Pro | Ferrari 458 Italia GT2 | Davide Rigon           | SIL 3   | SPA 7   | LMS 2   | NÜR 3   | CDA 3   | FUJ 3   | SHA 4   | BHR 6   |       | 4º  | 123   | 3º  | 137   |
| 2015      | LMGTE Pro | Ferrari 458 Italia GT2 | James Calado           | SIL 3   | SPA 7   | LMS 2   | NÜR 3   | CDA 3   | FUJ 3   | SHA 4   | BHR 6   |       | 4º  | 123   | 3º  | 137   |
| 2015      | LMGTE Pro | Ferrari 458 Italia GT2 | Olivier Beretta        | SIL     | SPA     | LMS 2   | NÜR     | CDA     | FUJ     | SHA     | BHR     |       | 16º | 36    | 3º  | 137   |
| 2015      | LMGTE Am  | Ferrari 458 Italia GT2 | Emmanuel Collard       | SIL 2   | SPA 2   | LMS 3   | NÜR 3   | CDA 3   | FUJ 3   | SHA 1   | BHR 4   |       | 2º  | 148   | 2º  | 148   |
| 2015      | LMGTE Am  | Ferrari 458 Italia GT2 | François Perrodo       | SIL 2   | SPA 2   | LMS 3   | NÜR 3   | CDA 3   | FUJ 3   | SHA 1   | BHR 4   |       | 2º  | 148   | 2º  | 148   |
| 2015      | LMGTE Am  | Ferrari 458 Italia GT2 | José Rui Águas         | SIL 2   | SPA 2   | LMS 3   | NÜR 3   | CDA 3   | FUJ 3   | SHA 1   | BHR     |       | 4º  | 136   | 2º  | 148   |
| 2015      | LMGTE Am  | Ferrari 458 Italia GT2 | Matteo Cressoni        | SIL     | SPA     | LMS 5   | NÜR     | CDA     | FUJ     | SHA     | BHR 4   |       | 12º | 36    | 2º  | 148   |
| 2015      | LMGTE Am  | Ferrari 458 Italia GT2 | Duncan Cameron         | SIL     | SPA Rit | LMS Rit | NÜR     | CDA     | FUJ     | SHA     | BHR     |       | 21º | 0     | –   | –     |
| 2015      | LMGTE Am  | Ferrari 458 Italia GT2 | Alex Mortimer          | SIL     | SPA Rit | LMS Rit | NÜR     | CDA     | FUJ     | SHA     | BHR     |       | 21º | 0     | –   | –     |
| 2015      | LMGTE Am  | Ferrari 458 Italia GT2 | Matt Griffin           | SIL     | SPA Rit | LMS Rit | NÜR     | CDA     | FUJ     | SHA     | BHR     |       | 21º | 0     | –   | –     |
| 2015      | LMGTE Am  | Ferrari 458 Italia GT2 | Raffaele Giammaria     | SIL     | SPA     | LMS 5   | NÜR     | CDA     | FUJ     | SHA     | BHR     |       | 16º | 24    | –   | –     |
| 2015      | LMGTE Am  | Ferrari 458 Italia GT2 | Peter Mann             | SIL     | SPA     | LMS 5   | NÜR     | CDA     | FUJ     | SHA     | BHR     |       | 16º | 24    | –   | –     |
| 2016      | LMGTE Pro | Ferrari 488 GTE        | Gianmaria Bruni        | SIL 2   | SPA Rit | LMS Rit | NÜR 1   | MES 2   | CDA 2   | FUJ 3   | SHA 3   | BHR 2 | 3º  | 128   | 5º  | 128   |
| 2016      | LMGTE Pro | Ferrari 488 GTE        | James Calado           | SIL 2   | SPA Rit | LMS Rit | NÜR 1   | MES 2   | CDA 2   | FUJ 3   | SHA 3   | BHR 2 | 3º  | 128   | 5º  | 128   |
| 2016      | LMGTE Pro | Ferrari 488 GTE        | Alessandro Pier Guidi  | SIL     | SPA     | LMS Rit | NÜR     | MES     | CDA     | FUJ     | SHA     | BHR   | 27º | 1     | 5º  | 128   |
| 2016      | LMGTE Pro | Ferrari 488 GTE        | Davide Rigon           | SIL 1   | SPA 1   | LMS Rit | NÜR 2   | MES 4   | CDA 3   | FUJ 4   | SHA 5   | BHR 3 | 2º  | 134   | 3º  | 134   |
| 2016      | LMGTE Pro | Ferrari 488 GTE        | Sam Bird               | SIL 1   | SPA 1   | LMS Rit | NÜR 2   | MES 4   | CDA 3   | FUJ 4   | SHA 5   | BHR 3 | 2º  | 134   | 3º  | 134   |
| 2016      | LMGTE Pro | Ferrari 488 GTE        | Andrea Bertolini       | SIL     | SPA     | LMS Rit | NÜR     | MES     | CDA     | FUJ     | SHA     | BHR   | 32º | 0     | 3º  | 134   |
| 2016      | LMGTE Am  | Ferrari 458 Italia GT2 | Emmanuel Collard       | SIL 1   | SPA 2   | LMS 1   | NÜR 2   | MES 2   | CDA 6   | FUJ 2   | SHA 2   | BHR 3 | 1º  | 188   | 1º  | 188   |
| 2016      | LMGTE Am  | Ferrari 458 Italia GT2 | François Perrodo       | SIL 1   | SPA 2   | LMS 1   | NÜR 2   | MES 2   | CDA 6   | FUJ 2   | SHA 2   | BHR 3 | 1º  | 188   | 1º  | 188   |
| 2016      | LMGTE Am  | Ferrari 458 Italia GT2 | José Rui Águas         | SIL 1   | SPA 2   | LMS 1   | NÜR 2   | MES 2   | CDA 6   | FUJ 2   | SHA 2   | BHR 3 | 1º  | 188   | 1º  | 188   |
| 2016      | LMGTE Am  | Ferrari 458 Italia GT2 | Duncan Cameron         | SIL     | SPA     | LMS 11  | NÜR     | MES     | CDA     | FUJ     | SHA     | BHR   | 28º | 1     | –   | –     |
| 2016      | LMGTE Am  | Ferrari 458 Italia GT2 | Aaron Scott            | SIL     | SPA     | LMS 11  | NÜR     | MES     | CDA     | FUJ     | SHA     | BHR   | 28º | 1     | –   | –     |
| 2016      | LMGTE Am  | Ferrari 458 Italia GT2 | Matt Griffin           | SIL     | SPA     | LMS 11  | NÜR     | MES     | CDA     | FUJ     | SHA     | BHR   | 28º | 1     | –   | –     |
| 2017      | LMGTE Pro | Ferrari 488 GTE        | Alessandro Pier Guidi  | SIL 2   | SPA 2   | LMS 14  | NÜR 1   | MES 6   | CDA 1   | FUJ 1   | SHA 3   | BHR 2 | 1º  | 153   | 1º  | 164   |
| 2017      | LMGTE Pro | Ferrari 488 GTE        | James Calado           | SIL 2   | SPA 2   | LMS 14  | NÜR 1   | MES 6   | CDA 1   | FUJ 1   | SHA 3   | BHR 2 | 1º  | 153   | 1º  | 164   |
| 2017      | LMGTE Pro | Ferrari 488 GTE        | Michele Rugolo         | SIL     | SPA     | LMS 14  | NÜR     | MES     | CDA     | FUJ     | SHA     | BHR   | 24º | 1     | 1º  | 164   |
| 2017      | LMGTE Pro | Ferrari 488 GTE        | Davide Rigon           | SIL 5   | SPA 1   | LMS 4   | NÜR 11  | MES 2   | CDA 3   | FUJ 5   | SHA 6   | BHR 1 | 4º  | 139,5 | 4º  | 143   |
| 2017      | LMGTE Pro | Ferrari 488 GTE        | Sam Bird               | SIL 5   | SPA 1   | LMS 4   | NÜR     | MES 2   | CDA 3   | FUJ 5   | SHA 6   | BHR 1 | 5º  | 139   | 4º  | 143   |
| 2017      | LMGTE Pro | Ferrari 488 GTE        | Miguel Molina          | SIL     | SPA     | LMS 4   | NÜR     | MES     | CDA     | FUJ     | SHA     | BHR   | 13º | 32,5  | 4º  | 143   |
| 2017      | LMGTE Pro | Ferrari 488 GTE        | Toni Vilander          | SIL     | SPA     | LMS     | NÜR 11  | MES     | CDA     | FUJ     | SHA     | BHR   | 25º | 0,5   | 4º  | 143   |
| 2018-2019 | LMGTE Pro | Ferrari 488 GTE Evo    | Alessandro Pier Guidi  | SPA 15  | LMS 4   | SIL 1   | FUJ 4   | SHA 5   | SEB 4   | SPA 2   | LMS 1   |       | 2º  | 136,5 | 2º  | 153   |
| 2018-2019 | LMGTE Pro | Ferrari 488 GTE Evo    | James Calado           | SPA 15  | LMS 4   | SIL 1   | FUJ 4   | SHA 5   | SEB 4   | SPA 2   | LMS 1   |       | 2º  | 136,5 | 2º  | 153   |
| 2018-2019 | LMGTE Pro | Ferrari 488 GTE Evo    | Daniel Serra           | SPA     | LMS 4   | SIL     | FUJ     | SHA     | SEB 4   | SPA     | LMS 1   |       | 6º  | 71    | 2º  | 153   |
| 2018-2019 | LMGTE Pro | Ferrari 488 GTE Evo    | Davide Rigon           | SPA 3   | LMS 6   | SIL 16  | FUJ 10  | SHA 6   | SEB 6   | SPA 6   | LMS Rit |       | 12º | 54,5  | 2º  | 153   |
| 2018-2019 | LMGTE Pro | Ferrari 488 GTE Evo    | Sam Bird               | SPA 3   | LMS 6   | SIL 16  | FUJ 10  | SHA 6   | SEB 6   | SPA 6   | LMS Rit |       | 12º | 54,5  | 2º  | 153   |
| 2018-2019 | LMGTE Pro | Ferrari 488 GTE Evo    | Miguel Molina          | SPA     | LMS 6   | SIL     | FUJ     | SHA     | SEB 6   | SPA     | LMS Rit |       | 20º | 22    | 2º  | 153   |
| 2019-2020 | LMGTE Pro | Ferrari 488 GTE Evo    | Alessandro Pier Guidi  | SIL 4   | FUJ 4   | SHA 1   | BHR 4   | CDA 3   | SPA 4   | LMS 2   | BHR 12  |       | 5º  | 132   | 3º  | 250   |
| 2019-2020 | LMGTE Pro | Ferrari 488 GTE Evo    | James Calado           | SIL 4   | FUJ 4   | SHA 1   | BHR 4   | CDA 3   | SPA 4   | LMS 2   | BHR     |       | 6º  | 131   | 3º  | 250   |
| 2019-2020 | LMGTE Pro | Ferrari 488 GTE Evo    | Daniel Serra           | SIL     | FUJ     | SHA     | BHR     | CDA     | SPA     | LMS 2   | BHR 12  |       | 14º | 37    | 3º  | 250   |
| 2019-2020 | LMGTE Pro | Ferrari 488 GTE Evo    | Davide Rigon           | SIL Rit | FUJ 5   | SHA 6   | BHR 2   | CDA 5   | SPA 6   | LMS NC  | BHR 3   |       | 8º  | 86    | 3º  | 250   |
| 2019-2020 | LMGTE Pro | Ferrari 488 GTE Evo    | Miguel Molina          | SIL Rit | FUJ 5   | SHA 6   | BHR 2   | CDA 5   | SPA 6   | LMS NC  | BHR 3   |       | 8º  | 86    | 3º  | 250   |
| 2019-2020 | LMGTE Pro | Ferrari 488 GTE Evo    | Sam Bird               | SIL     | FUJ     | SHA     | BHR     | CDA     | SPA     | LMS NC  | BHR     |       | NC  | 0     | 3º  | 250   |
| 2019-2020 | LMGTE Am  | Ferrari 488 GTE Evo    | Nicklas Nielsen        | SIL 1   | FUJ 2   | SHA 4   | BHR 4   | CDA 4   | SPA 1   | LMS 3   | BHR 2   |       | 1º  | 167   | 1º  | 167   |
| 2019-2020 | LMGTE Am  | Ferrari 488 GTE Evo    | Emmanuel Collard       | SIL 1   | FUJ 2   | SHA 4   | BHR 4   | CDA 4   | SPA 1   | LMS 3   | BHR 2   |       | 1º  | 167   | 1º  | 167   |
| 2019-2020 | LMGTE Am  | Ferrari 488 GTE Evo    | François Perrodo       | SIL 1   | FUJ 2   | SHA 4   | BHR 4   | CDA 4   | SPA 1   | LMS 3   | BHR 2   |       | 1º  | 167   | 1º  | 167   |
| 2019-2020 | LMGTE Am  | Ferrari 488 GTE Evo    | Giancarlo Fisichella   | SIL 9   | FUJ 6   | SHA 8   | BHR 5   | CDA 7   | SPA 7   | LMS 7   | BHR 4   |       | 12º | 71    | 8º  | 71    |
| 2019-2020 | LMGTE Am  | Ferrari 488 GTE Evo    | Francesco Castellacci  | SIL 9   | FUJ 6   | SHA 8   | BHR 5   | CDA 7   | SPA 7   | LMS 7   | BHR 4   |       | 12º | 71    | 8º  | 71    |
| 2019-2020 | LMGTE Am  | Ferrari 488 GTE Evo    | Thomas Flohr           | SIL 9   | FUJ 6   | SHA 8   | BHR 5   | CDA 7   | SPA 7   | LMS 7   | BHR 4   |       | 12º | 71    | 8º  | 71    |
| 2021      | LMGTE Pro | Ferrari 488 GTE Evo    | Alessandro Pier Guidi  | SPA 2   | ALG 1   | MNZ 2   | LMS 1   | BHR 3   | BHR 1   |         |         |       | 1º  | 177   | 1º  | 291   |
| 2021      | LMGTE Pro | Ferrari 488 GTE Evo    | James Calado           | SPA 2   | ALG 1   | MNZ 2   | LMS 1   | BHR 3   | BHR 1   |         |         |       | 1º  | 177   | 1º  | 291   |
| 2021      | LMGTE Pro | Ferrari 488 GTE Evo    | Côme Ledogar           | SPA     | ALG     | MNZ     | LMS 1   | BHR     | BHR     |         |         |       | 7°  | 50    | 1º  | 291   |
| 2021      | LMGTE Pro | Ferrari 488 GTE Evo    | Miguel Molina          | SPA 3   | ALG 2   | MNZ 4   | LMS 10  | BHR 4   | BHR 3   |         |         |       | 4º  | 92    | 1º  | 291   |
| 2021      | LMGTE Pro | Ferrari 488 GTE Evo    | Daniel Serra           | SPA 3   | ALG 2   | MNZ 4   | LMS 10  | BHR 4   | BHR 3   |         |         |       | 4º  | 92    | 1º  | 291   |
| 2021      | LMGTE Pro | Ferrari 488 GTE Evo    | Sam Bird               | SPA     | ALG     | MNZ     | LMS 10  | BHR     | BHR     |         |         |       | 8°  | 3     | 1º  | 291   |
| 2021      | LMGTE Am  | Ferrari 488 GTE Evo    | Nicklas Nielsen        | SPA 1   | ALG 10  | MNZ 1   | LMS 1   | BHR 5   | BHR 1   |         |         |       | 1º  | 150   | 1º  | 150   |
| 2021      | LMGTE Am  | Ferrari 488 GTE Evo    | Alessio Rovera         | SPA 1   | ALG 10  | MNZ 1   | LMS 1   | BHR 5   | BHR 1   |         |         |       | 1º  | 150   | 1º  | 150   |
| 2021      | LMGTE Am  | Ferrari 488 GTE Evo    | François Perrodo       | SPA 1   | ALG 10  | MNZ 1   | LMS 1   | BHR 5   | BHR 1   |         |         |       | 1º  | 150   | 1º  | 150   |
| 2021      | LMGTE Am  | Ferrari 488 GTE Evo    | Giancarlo Fisichella   | SPA 4   | ALG 3   | MNZ 7   | LMS 7   | BHR 7   | BHR 6   |         |         |       | 6º  | 71    | 6º  | 71    |
| 2021      | LMGTE Am  | Ferrari 488 GTE Evo    | Francesco Castellacci  | SPA 4   | ALG 3   | MNZ 7   | LMS 7   | BHR 7   | BHR 6   |         |         |       | 6º  | 71    | 6º  | 71    |
| 2021      | LMGTE Am  | Ferrari 488 GTE Evo    | Thomas Flohr           | SPA 4   | ALG 3   | MNZ 7   | LMS 7   | BHR 7   | BHR 6   |         |         |       | 6º  | 71    | 6º  | 71    |
| 2022      | LMP2      | Oreca 07               | Nicklas Nielsen        | SEB 9   | SPA 9   | LMS 11  | MNZ 9   | FUJ 10  | BHR 10  |         |         |       | 18º | 12    | 12º | 12    |
| 2022      | LMP2      | Oreca 07               | Alessio Rovera         | SEB 9   | SPA 9   | LMS 11  | MNZ 9   | FUJ 10  | BHR 10  |         |         |       | 18º | 12    | 12º | 12    |
| 2022      | LMP2      | Oreca 07               | François Perrodo       | SEB 9   | SPA 9   | LMS 11  | MNZ 9   | FUJ 10  | BHR 10  |         |         |       | 18º | 12    | 12º | 12    |
| 2022      | LMGTE Pro | Ferrari 488 GTE Evo    | Alessandro Pier Guidi  | SEB 4   | SPA 1   | LMS 2   | MNZ 3   | FUJ 1   | BHR 5   |         |         |       | 1º  | 135   | 1º  | 269   |
| 2022      | LMGTE Pro | Ferrari 488 GTE Evo    | James Calado           | SEB 4   | SPA 1   | LMS 2   | MNZ 3   | FUJ 1   | BHR 5   |         |         |       | 1º  | 135   | 1º  | 269   |
| 2022      | LMGTE Pro | Ferrari 488 GTE Evo    | Daniel Serra           | SEB     | SPA     | LMS 2   | MNZ     | FUJ     | BHR     |         |         |       | 11º | 36    | 1º  | 269   |
| 2022      | LMGTE Pro | Ferrari 488 GTE Evo    | Antonio Fuoco          | SEB 6   | SPA 3   | LMS 3   | MNZ 2   | FUJ 2   | BHR 1   |         |         |       | 3º  | 131   | 1º  | 269   |
| 2022      | LMGTE Pro | Ferrari 488 GTE Evo    | Miguel Molina          | SEB 6   | SPA 3   | LMS 3   | MNZ 2   | FUJ 2   | BHR 1   |         |         |       | 3º  | 131   | 1º  | 269   |
| 2022      | LMGTE Pro | Ferrari 488 GTE Evo    | Davide Rigon           | SEB     | SPA     | LMS 3   | MNZ     | FUJ     | BHR     |         |         |       | 12° | 32    | 1º  | 269   |
| 2022      | LMGTE Am  | Ferrari 488 GTE Evo    | Francesco Castellacci  | SEB 9   | SPA 4   | LMS 5   | MNZ 9   | FUJ 4   | BHR 7   |         |         |       | 8º  | 58    | 6º  | 58    |
| 2022      | LMGTE Am  | Ferrari 488 GTE Evo    | Thomas Flohr           | SEB 9   | SPA 4   | LMS 5   | MNZ 9   | FUJ 4   | BHR 7   |         |         |       | 8º  | 58    | 6º  | 58    |
| 2022      | LMGTE Am  | Ferrari 488 GTE Evo    | Nick Cassidy           | SEB 9   | SPA 4   | LMS 5   | MNZ 9   | FUJ     | BHR 7   |         |         |       | 11º | 46    | 6º  | 58    |
| 2022      | LMGTE Am  | Ferrari 488 GTE Evo    | Davide Rigon           | SEB     | SPA     | LMS     | MNZ     | FUJ 4   | BHR     |         |         |       | 24º | 12    | 6º  | 58    |
| 2022      | LMGTE Am  | Ferrari 488 GTE Evo    | Toni Vilander          | SEB 7   | SPA 11  | LMS 7   | MNZ 7   | FUJ 10  | BHR 11  |         |         |       | 17º | 28    | 11º | 28    |
| 2022      | LMGTE Am  | Ferrari 488 GTE Evo    | Simon Mann             | SEB 7   | SPA 11  | LMS 7   | MNZ 7   | FUJ 10  | BHR 11  |         |         |       | 17º | 28    | 11º | 28    |
| 2022      | LMGTE Am  | Ferrari 488 GTE Evo    | Christoph Ulrich       | SEB 7   | SPA 11  | LMS 7   | MNZ 7   | FUJ 10  | BHR 11  |         |         |       | 17º | 28    | 11º | 28    |
| 2023      | Hypercar  | Ferrari 499P           | Antonio Fuoco          | SEB 3   | POR 2   | SPA Rit | LMS 4   | MNZ 2   | FUJ 4   | BHR 3   |         |       | 3º  | 120   | 2º  | 161   |
| 2023      | Hypercar  | Ferrari 499P           | Miguel Molina          | SEB 3   | POR 2   | SPA Rit | LMS 4   | MNZ 2   | FUJ 4   | BHR 3   |         |       | 3º  | 120   | 2º  | 161   |
| 2023      | Hypercar  | Ferrari 499P           | Nicklas Nielsen        | SEB 3   | POR 2   | SPA Rit | LMS 4   | MNZ 2   | FUJ 4   | BHR 3   |         |       | 3º  | 120   | 2º  | 161   |
| 2023      | Hypercar  | Ferrari 499P           | Alessandro Pier Guidi  | SEB 7   | POR 6   | SPA 3   | LMS 1   | MNZ 5   | FUJ 5   | BHR 6   |         |       | 4º  | 114   | 2º  | 161   |
| 2023      | Hypercar  | Ferrari 499P           | James Calado           | SEB 7   | POR 6   | SPA 3   | LMS 1   | MNZ 5   | FUJ 5   | BHR 6   |         |       | 4º  | 114   | 2º  | 161   |
| 2023      | Hypercar  | Ferrari 499P           | Antonio Giovinazzi     | SEB 7   | POR 6   | SPA 3   | LMS 1   | MNZ 5   | FUJ 5   | BHR 6   |         |       | 4º  | 114   | 2º  | 161   |
| 2023      | LMGTE Am  | Ferrari 488 GTE Evo    | Davide Rigon           | SEB 5   | POR 4   | SPA NC  | LMS 5   | MNZ 10  | FUJ 1   | BHR 4   |         |       | 3º  | 91    | 3º  | 91    |
| 2023      | LMGTE Am  | Ferrari 488 GTE Evo    | Francesco Castellacci  | SEB 5   | POR 4   | SPA NC  | LMS 5   | MNZ 10  | FUJ 1   | BHR 4   |         |       | 3º  | 91    | 3º  | 91    |
| 2023      | LMGTE Am  | Ferrari 488 GTE Evo    | Thomas Flohr           | SEB 5   | POR 4   | SPA NC  | LMS 5   | MNZ 10  | FUJ 1   | BHR 4   |         |       | 3º  | 91    | 3º  | 91    |
| 2023      | LMGTE Am  | Ferrari 488 GTE Evo    | Alessio Rovera         | SEB Rit | POR 2   | SPA 1   | LMS Rit | MNZ 6   | FUJ 9   | BHR 9   |         |       | 8º  | 56    | 8º  | 56    |
| 2023      | LMGTE Am  | Ferrari 488 GTE Evo    | Lilou Wadoux           | SEB Rit | POR 2   | SPA 1   | LMS Rit | MNZ 6   | FUJ 9   | BHR 9   |         |       | 8º  | 56    | 8º  | 56    |
| 2023      | LMGTE Am  | Ferrari 488 GTE Evo    | Luis Pérez Companc     | SEB Rit | POR 2   | SPA 1   | LMS Rit | MNZ 6   | FUJ 9   | BHR 9   |         |       | 8º  | 56    | 8º  | 56    |
| 2023      | LMGTE Am  | Ferrari 488 GTE Evo    | Simon Mann             | SEB 4   | POR 5   | SPA 6   | LMS Rit | MNZ 9   | FUJ 11  | BHR 12  |         |       | 12º | 38    | 10º | 38    |
| 2023      | LMGTE Am  | Ferrari 488 GTE Evo    | Ulysse de Pauw         | SEB 4   | POR 5   | SPA 6   | LMS Rit | MNZ 9   | FUJ     | BHR     |         |       | 12º | 38    | 10º | 38    |
| 2023      | LMGTE Am  | Ferrari 488 GTE Evo    | Stefano Costantini     | SEB 4   | POR     | SPA     | LMS     | MNZ     | FUJ     | BHR     |         |       | 18º | 18    | 10º | 38    |
| 2023      | LMGTE Am  | Ferrari 488 GTE Evo    | Diego Alessi           | SEB     | POR 5   | SPA 6   | LMS     | MNZ     | FUJ     | BHR     |         |       | 19º | 18    | 10º | 38    |
| 2023      | LMGTE Am  | Ferrari 488 GTE Evo    | Julien Piguet          | SEB     | POR     | SPA     | LMS Rit | MNZ 9   | FUJ     | BHR     |         |       | 27° | 2     | 10º | 38    |
| 2023      | LMGTE Am  | Ferrari 488 GTE Evo    | Kei Cozzolino          | SEB     | POR     | SPA     | LMS     | MNZ Rit | FUJ 12  | BHR 11  |         |       | 28° | 0     | 10º | 38    |
| 2023      | LMGTE Am  | Ferrari 488 GTE Evo    | Hiroshi Koizumi        | SEB     | POR     | SPA     | LMS     | MNZ Rit | FUJ 12  | BHR     |         |       | 31° | 0     | 10º | 38    |
| 2023      | LMGTE Am  | Ferrari 488 GTE Evo    | Franck Dezoteux        | SEB     | POR     | SPA     | LMS     | MNZ Rit | FUJ     | BHR 11  |         |       | 30° | 0     | 10º | 38    |
| 2024      | Hypercar  | Ferrari 499P           | Antonio Fuoco          | QAT 6   | ITA 4   | SPA 3   | LMS 1   | SAN 6   | CDA 3   | FUJ 9   | BHR 11  |       | 2º  | 115   | 3º  | 177   |
| 2024      | Hypercar  | Ferrari 499P           | Miguel Molina          | QAT 6   | ITA 4   | SPA 3   | LMS 1   | SAN 6   | CDA 3   | FUJ 9   | BHR 11  |       | 2º  | 115   | 3º  | 177   |
| 2024      | Hypercar  | Ferrari 499P           | Nicklas Nielsen        | QAT 6   | ITA 4   | SPA 3   | LMS 1   | SAN 6   | CDA 3   | FUJ 9   | BHR 11  |       | 2º  | 115   | 3º  | 177   |
| 2024      | Hypercar  | Ferrari 499P           | Alessandro Pier Guidi  | QAT 12  | ITA 7   | SPA 4   | LMS 3   | SAN 5   | CDA Rit | FUJ Rit | BHR 14  |       | 8º  | 59    | 3º  | 177   |
| 2024      | Hypercar  | Ferrari 499P           | James Calado           | QAT 12  | ITA 7   | SPA 4   | LMS 3   | SAN 5   | CDA Rit | FUJ Rit | BHR 14  |       | 8º  | 59    | 3º  | 177   |
| 2024      | Hypercar  | Ferrari 499P           | Antonio Giovinazzi     | QAT 12  | ITA 7   | SPA 4   | LMS 3   | SAN 5   | CDA Rit | FUJ Rit | BHR 14  |       | 8º  | 59    | 3º  | 177   |
| 2024      | Hypercar  | Ferrari 499P           | Robert Kubica          | QAT 4   | ITA 8   | SPA 8   | LMS Rit | SAN 11  | CDA 1   | FUJ 12  | BHR 8   |       | 9º  | 57    | 3º  | 149   |
| 2024      | Hypercar  | Ferrari 499P           | Robert Shwartzman      | QAT 4   | ITA 8   | SPA 8   | LMS Rit | SAN 11  | CDA 1   | FUJ 12  | BHR 8   |       | 9º  | 57    | 3º  | 149   |
| 2024      | Hypercar  | Ferrari 499P           | Ye Yifei               | QAT 4   | ITA 8   | SPA 8   | LMS Rit | SAN 11  | CDA 1   | FUJ 12  | BHR 8   |       | 9º  | 57    | 3º  | 149   |
| 2024      | LMGT3     | Ferrari 296 GT3        | Davide Rigon           | QAT 5   | ITA 12  | SPA 6   | LMS Rit | SAN 15  | CDA Rit | FUJ 1   | BHR 7   |       | 7º  | 57    | 7º  | 57    |
| 2024      | LMGT3     | Ferrari 296 GT3        | Francesco Castellacci  | QAT 5   | ITA 12  | SPA 6   | LMS Rit | SAN 15  | CDA Rit | FUJ 1   | BHR 7   |       | 7º  | 57    | 7º  | 57    |
| 2024      | LMGT3     | Ferrari 296 GT3        | Thomas Flohr           | QAT 5   | ITA 12  | SPA 6   | LMS Rit | SAN 15  | CDA Rit | FUJ 1   | BHR 7   |       | 7º  | 57    | 7º  | 57    |
| 2024      | LMGT3     | Ferrari 296 GT3        | Alessio Rovera         | QAT 7   | ITA 4   | SPA 13  | LMS 5   | SAN 6   | CDA 10  | FUJ 6   | BHR 1   |       | 3º  | 97    | 3º  | 97    |
| 2024      | LMGT3     | Ferrari 296 GT3        | Simon Mann             | QAT 7   | ITA 4   | SPA 13  | LMS 5   | SAN 6   | CDA 10  | FUJ 6   | BHR 1   |       | 3º  | 97    | 3º  | 97    |
| 2024      | LMGT3     | Ferrari 296 GT3        | François Heriau        | QAT 7   | ITA 4   | SPA 13  | LMS 5   | SAN 6   | CDA 10  | FUJ 6   | BHR 1   |       | 3º  | 97    | 3º  | 97    |
| 2025      | Hypercar  | Ferrari 499P           | Antonio Fuoco          | QAT 1   | ITA 15  | SPA 2   | LMS     | SAN     | CDA     | FUJ     | BHR     |       | 2º  | 57    | 1º  | 136   |
| 2025      | Hypercar  | Ferrari 499P           | Miguel Molina          | QAT 1   | ITA 15  | SPA 2   | LMS     | SAN     | CDA     | FUJ     | BHR     |       | 2º  | 57    | 1º  | 136   |
| 2025      | Hypercar  | Ferrari 499P           | Nicklas Nielsen        | QAT 1   | ITA 15  | SPA 2   | LMS     | SAN     | CDA     | FUJ     | BHR     |       | 2º  | 57    | 1º  | 136   |
| 2025      | Hypercar  | Ferrari 499P           | Alessandro Pier Guidi  | QAT 3   | ITA 1   | SPA 1   | LMS     | SAN     | CDA     | FUJ     | BHR     |       | 1º  | 75    | 1º  | 136   |
| 2025      | Hypercar  | Ferrari 499P           | James Calado           | QAT 3   | ITA 1   | SPA 1   | LMS     | SAN     | CDA     | FUJ     | BHR     |       | 1º  | 75    | 1º  | 136   |
| 2025      | Hypercar  | Ferrari 499P           | Antonio Giovinazzi     | QAT 3   | ITA 1   | SPA 1   | LMS     | SAN     | CDA     | FUJ     | BHR     |       | 1º  | 75    | 1º  | 136   |
| 2025      | Hypercar  | Ferrari 499P           | Robert Kubica          | QAT 2   | ITA 4   | SPA 15  | LMS     | SAN     | CDA     | FUJ     | BHR     |       | 3º  | 39    | 1º  | 88    |
| 2025      | Hypercar  | Ferrari 499P           | Phil Hanson            | QAT 2   | ITA 4   | SPA 15  | LMS     | SAN     | CDA     | FUJ     | BHR     |       | 3º  | 39    | 1º  | 88    |
| 2025      | Hypercar  | Ferrari 499P           | Ye Yifei               | QAT 2   | ITA 4   | SPA 15  | LMS     | SAN     | CDA     | FUJ     | BHR     |       | 3º  | 39    | 1º  | 88    |
| 2025      | LMGT3     | Ferrari 296 GT3        | Davide Rigon           | QAT 8   | ITA 5   | SPA 3   | LMS     | SAN     | CDA     | FUJ     | BHR     |       | 5º  | 31    | 5º  | 31    |
| 2025      | LMGT3     | Ferrari 296 GT3        | Francesco Castellacci  | QAT 8   | ITA 5   | SPA 3   | LMS     | SAN     | CDA     | FUJ     | BHR     |       | 5º  | 31    | 5º  | 31    |
| 2025      | LMGT3     | Ferrari 296 GT3        | Thomas Flohr           | QAT 8   | ITA 5   | SPA 3   | LMS     | SAN     | CDA     | FUJ     | BHR     |       | 5º  | 31    | 5º  | 31    |
| 2025      | LMGT3     | Ferrari 296 GT3        | Alessio Rovera         | QAT 5   | ITA Rit | SPA 1   | LMS     | SAN     | CDA     | FUJ     | BHR     |       | 2º  | 40    | 2º  | 40    |
| 2025      | LMGT3     | Ferrari 296 GT3        | Simon Mann             | QAT 5   | ITA Rit | SPA 1   | LMS     | SAN     | CDA     | FUJ     | BHR     |       | 2º  | 40    | 2º  | 40    |
| 2025      | LMGT3     | Ferrari 296 GT3        | François Heriau        | QAT 5   | ITA Rit | SPA 1   | LMS     | SAN     | CDA     | FUJ     | BHR     |       | 2º  | 40    | 2º  | 40    |

### Campionato sportprototipi IMSA
| Anno | Classe  | Vettura                | Pilota                 | 1      | 2       | 3     | 4     | 5     | 6     | 7     | 8   | 9      | 10    | 11    | 12    | PP  | Punti | PC  | Punti |
| ---- | ------- | ---------------------- | ---------------------- | ------ | ------- | ----- | ----- | ----- | ----- | ----- | --- | ------ | ----- | ----- | ----- | --- | ----- | --- | ----- |
| 2015 | GTLM    | Ferrari 458 Italia GT2 | Toni Vilander          | DAY 10 | SEB     | LBH   | LGA   | BEL   | WGL   | MOS   | ELK | AUS    | ATL 5 |       |       | 20º | 49    | 10º | 22    |
| 2015 | GTLM    | Ferrari 458 Italia GT2 | Gianmaria Bruni        | DAY 10 | SEB     | LBH   | LGA   | BEL   | WGL   | MOS   | ELK | AUS    | ATL   |       |       | 27º | 22    | 10º | 22    |
| 2015 | GTLM    | Ferrari 458 Italia GT2 | Emmanuel Collard       | DAY 10 | SEB     | LBH   | LGA   | BEL   | WGL   | MOS   | ELK | AUS    | ATL   |       |       | 27º | 22    | 10º | 22    |
| 2015 | GTLM    | Ferrari 458 Italia GT2 | François Perrodo       | DAY 10 | SEB     | LBH   | LGA   | BEL   | WGL   | MOS   | ELK | AUS    | ATL   |       |       | 27º | 22    | 10º | 22    |
| 2015 | GTD     | Ferrari 458 Italia GT3 | Rui Águas              | DAY 4  | SEB 10† | LBH   | LGA   | BEL   | WGL   | MOS   | ELK | AUS    | ATL   |       |       | 34º | 30    | 14º | 30    |
| 2015 | GTD     | Ferrari 458 Italia GT3 | Michele Rugolo         | DAY 4  | SEB     | LBH   | LGA   | BEL   | WGL   | MOS   | ELK | AUS    | ATL   |       |       | 35º | 29    | 14º | 30    |
| 2015 | GTD     | Ferrari 458 Italia GT3 | Matt Griffin           | DAY 4  | SEB     | LBH   | LGA   | BEL   | WGL   | MOS   | ELK | AUS    | ATL   |       |       | 35º | 29    | 14º | 30    |
| 2015 | GTD     | Ferrari 458 Italia GT3 | Pasin Lathouras        | DAY 4  | SEB     | LBH   | LGA   | BEL   | WGL   | MOS   | ELK | AUS    | ATL   |       |       | 35º | 29    | 14º | 30    |
| 2015 | GTD     | Ferrari 458 Italia GT3 | Marco Cioci            | DAY    | SEB 10† | LBH   | LGA   | BEL   | WGL   | MOS   | ELK | AUS    | ATL   |       |       | 62º | 1     | 14º | 30    |
| 2015 | GTD     | Ferrari 458 Italia GT3 | Piergiuseppe Perazzini | DAY    | SEB 10† | LBH   | LGA   | BEL   | WGL   | MOS   | ELK | AUS    | ATL   |       |       | 62º | 1     | 14º | 30    |
| 2015 | GTD     | Ferrari 458 Italia GT3 | Enzo Potolicchio       | DAY    | SEB 10† | LBH   | LGA   | BEL   | WGL   | MOS   | ELK | AUS    | ATL   |       |       | 62º | 1     | 14º | 30    |
| 2021 | GTD     | Ferrari 488 GT3 Evo    | Daniel Serra           | DAY 8  | SEB     | MOH   | BEL   | WGL   | WGL   | LIM   | ELK | LGA    | LBH   | VIR   | ATL   | 55° | 246   | 23° | 246   |
| 2021 | GTD     | Ferrari 488 GT3 Evo    | Nicklas Nielsen        | DAY 8  | SEB     | MOH   | BEL   | WGL   | WGL   | LIM   | ELK | LGA    | LBH   | VIR   | ATL   | 55° | 246   | 23° | 246   |
| 2021 | GTD     | Ferrari 488 GT3 Evo    | Matteo Cressoni        | DAY 8  | SEB     | MOH   | BEL   | WGL   | WGL   | LIM   | ELK | LGA    | LBH   | VIR   | ATL   | 55° | 246   | 23° | 246   |
| 2021 | GTD     | Ferrari 488 GT3 Evo    | Simon Mann             | DAY 8  | SEB     | MOH   | BEL   | WGL   | WGL   | LIM   | ELK | LGA    | LBH   | VIR   | ATL   | 55° | 246   | 23° | 246   |
| 2022 | GTD     | Ferrari 488 GT3 Evo    | Toni Vilander          | DAY 4  | SEB 3   | LBH   | LGA   | MOH   | BEL   | WGL 8 | MOS | LIM    | ELK   | VIR   | ATL 8 | 20° | 1119  | 14° | 1119  |
| 2022 | GTD     | Ferrari 488 GT3 Evo    | Simon Mann             | DAY 4  | SEB 3   | LBH   | LGA   | MOH   | BEL   | WGL 8 | MOS | LIM    | ELK   | VIR   | ATL 8 | 20° | 1119  | 14° | 1119  |
| 2022 | GTD     | Ferrari 488 GT3 Evo    | Luis Pérez Companc     | DAY 4  | SEB 3   | LBH   | LGA   | MOH   | BEL   | WGL 8 | MOS | LIM    | ELK   | VIR   | ATL 8 | 20° | 1119  | 14° | 1119  |
| 2022 | GTD     | Ferrari 488 GT3 Evo    | Nicklas Nielsen        | DAY 4  | SEB     | LBH   | LGA   | MOH   | BEL   | WGL   | MOS | LIM    | ELK   | VIR   | ATL   | 53° | 294   | 14° | 1119  |
| 2023 | LMP2    | Oreca 07               | Nicklas Nielsen        | DAY 3  | SEB     | LGA   | WGL 6 | ELK   | IMS   | ATL   |     |        |       |       |       | 29° | 250   | 9°  | 556   |
| 2023 | LMP2    | Oreca 07               | Matthieu Vaxivière     | DAY 3  | SEB     | LGA   | WGL   | ELK   | IMS   | ATL 4 |     |        |       |       |       | 24° | 306   | 9°  | 556   |
| 2023 | LMP2    | Oreca 07               | François Perrodo       | DAY 3  | SEB     | LGA   | WGL   | ELK   | IMS   | ATL 4 |     |        |       |       |       | 24° | 306   | 9°  | 556   |
| 2023 | LMP2    | Oreca 07               | Julien Canal           | DAY 3  | SEB     | LGA   | WGL   | ELK   | IMS   | ATL   |     |        |       |       |       | 34° | 0     | 9°  | 556   |
| 2023 | LMP2    | Oreca 07               | Lilou Wadoux           | DAY    | SEB     | LGA   | WGL 6 | ELK   | IMS   | ATL   |     |        |       |       |       | 24° | 306   | 9°  | 556   |
| 2023 | LMP2    | Oreca 07               | Luis Pérez Companc     | DAY    | SEB     | LGA   | WGL 6 | ELK   | IMS   | ATL   |     |        |       |       |       | 24° | 306   | 9°  | 556   |
| 2023 | LMP2    | Oreca 07               | Emmanuel Collard       | DAY    | SEB     | LGA   | WGL   | ELK   | IMS   | ATL 4 |     |        |       |       |       | 25° | 306   | 9°  | 556   |
| 2023 | GTD Pro | Ferrari 296 GT3        | Miguel Molina          | DAY    | SEB     | LBH   | LGA   | WGL 8 | MOS   | LIM   | ELK | VIR    | IMS   | ATL 5 |       | 19° | 537   | 9°  | 537   |
| 2023 | GTD Pro | Ferrari 296 GT3        | Simon Mann             | DAY    | SEB     | LBH   | LGA   | WGL 8 | MOS   | LIM   | ELK | VIR    | IMS   | ATL 5 |       | 19° | 537   | 9°  | 537   |
| 2023 | GTD Pro | Ferrari 296 GT3        | Ulysse de Pauw         | DAY    | SEB     | LBH   | LGA   | WGL 8 | MOS   | LIM   | ELK | VIR    | IMS   | ATL   |       | 25° | 253   | 9°  | 537   |
| 2023 | GTD Pro | Ferrari 296 GT3        | James Calado           | DAY 10 | SEB     | LBH   | LGA   | WGL   | MOS   | LIM   | ELK | VIR    | IMS   | ATL 5 |       | 20° | 517   | 9°  | 537   |
| 2023 | GTD     | Ferrari 296 GT3        | Miguel Molina          | DAY 19 | SEB 13  | LBH   | LGA   | WGL   | MOS   | LIM   | ELK | VIR    | IMS   | ATL   |       | 47° | 337   | 22° | 337   |
| 2023 | GTD     | Ferrari 296 GT3        | Simon Mann             | DAY 19 | SEB 13  | LBH   | LGA   | WGL   | MOS   | LIM   | ELK | VIR    | IMS   | ATL   |       | 47° | 337   | 22° | 337   |
| 2023 | GTD     | Ferrari 296 GT3        | Francesco Castellacci  | DAY 19 | SEB 13  | LBH   | LGA   | WGL   | MOS   | LIM   | ELK | VIR    | IMS   | ATL   |       | 47° | 337   | 22° | 337   |
| 2023 | GTD     | Ferrari 296 GT3        | Luis Pérez Companc     | DAY 19 | SEB     | LBH   | LGA   | WGL   | MOS   | LIM   | ELK | VIR    | IMS   | ATL   |       | 66° | 136   | 22° | 337   |
| 2024 | LMP2    | Oreca 07               | Luis Pérez Companc     | DAY 12 | SEB 13  | WGL 1 | MOS 9 | ELK 5 | IMS 6 | ATL 6 |     |        |       |       |       | 8°  | 1860  | 8°  | 1860  |
| 2024 | LMP2    | Oreca 07               | Nicklas Nielsen        | DAY 12 | SEB 13  | WGL 1 | MOS   | ELK 5 | IMS 6 | ATL 6 |     |        |       |       |       | 13° | 1620  | 8°  | 1860  |
| 2024 | LMP2    | Oreca 07               | Lilou Wadoux           | DAY 12 | SEB 13  | WGL   | MOS   | ELK   | IMS   | ATL 6 |     |        |       |       |       | 25° | 1059  | 8°  | 1860  |
| 2024 | LMP2    | Oreca 07               | Matthieu Vaxivière     | DAY 12 | SEB     | WGL   | MOS   | ELK   | IMS   | ATL   |     |        |       |       |       | 56° | 211   | 8°  | 1860  |
| 2024 | LMP2    | Oreca 07               | Pipo Derani            | DAY    | SEB     | WGL   | MOS 9 | ELK   | IMS   | ATL   |     |        |       |       |       | 52° | 240   | 8°  | 1860  |
| 2024 | LMP2    | Oreca 07               | Dylan Murry            | DAY    | SEB     | WGL   | MOS   | ELK   | IMS 6 | ATL   |     |        |       |       |       | 45° | 275   | 8°  | 1860  |
| 2024 | GTD     | Ferrari 296 GT3        | Miguel Molina          | DAY 2  | SEB 19  | LBH   | LGA   | WGL 6 | MOS   | ELK   | VIR | IMS 20 | ATL 6 |       |       | 30° | 1154  | 18° | 879   |
| 2024 | GTD     | Ferrari 296 GT3        | Simon Mann             | DAY 2  | SEB 19  | LBH   | LGA   | WGL 6 | MOS   | ELK   | VIR | IMS 20 | ATL 6 |       |       | 30° | 1154  | 18° | 879   |
| 2024 | GTD     | Ferrari 296 GT3        | François Heriau        | DAY 2  | SEB 19  | LBH   | LGA   | WGL 6 | MOS   | ELK   | VIR | IMS 20 | ATL 6 |       |       | 30° | 1154  | 18° | 879   |
| 2024 | GTD     | Ferrari 296 GT3        | Kei Cozzolino          | DAY 2  | SEB     | LBH   | LGA   | WGL   | MOS   | ELK   | VIR | IMS    | ATL   |       |       | 49° | 340   | 18° | 879   |

### European Le Mans Series
| Anno | Classe      | Vettura                | Pilota                 | 1       | 2       | 3       | 4       | 5       | 6       | PP  | Punti | PC  | Punti |
| ---- | ----------- | ---------------------- | ---------------------- | ------- | ------- | ------- | ------- | ------- | ------- | --- | ----- | --- | ----- |
| 2012 | LMGTE Am    | Ferrari 458 Italia GT2 | Matt Griffin           | LEC 5   | DON 2   | ATL Rit |         |         |         | 2º  | 34    | 2º  | 34    |
| 2012 | LMGTE Am    | Ferrari 458 Italia GT2 | Marco Cioci            | LEC 5   | DON 2   | ATL Rit |         |         |         | 2º  | 34    | 2º  | 34    |
| 2012 | LMGTE Am    | Ferrari 458 Italia GT2 | Piergiuseppe Perazzini | LEC 5   | DON 2   | ATL Rit |         |         |         | 2º  | 34    | 2º  | 34    |
| 2013 | LMGTE       | Ferrari 458 Italia GT2 | Marco Cioci            | SIL 7   | IMO 2   | RBR 4   | HUN 3   | LEC 4   |         | 4º  | 63    | 3º  | 64    |
| 2013 | LMGTE       | Ferrari 458 Italia GT2 | Piergiuseppe Perazzini | SIL 7   | IMO 2   | RBR 4   | HUN 3   | LEC 4   |         | 4º  | 63    | 3º  | 64    |
| 2013 | LMGTE       | Ferrari 458 Italia GT2 | Federico Leo           | SIL 7   | IMO 2   | RBR 4   | HUN 3   | LEC 4   |         | 4º  | 63    | 3º  | 64    |
| 2013 | LMGTE       | Ferrari 458 Italia GT2 | Yannick Mallégol       | SIL 8   | IMO 7   | RBR 9   | HUN Rit | LEC 8   |         | 11º | 16    | 8º  | 16    |
| 2013 | LMGTE       | Ferrari 458 Italia GT2 | Jean-Marc Bachelier    | SIL 8   | IMO 7   | RBR 9   | HUN Rit | LEC 8   |         | 11º | 16    | 8º  | 16    |
| 2013 | LMGTE       | Ferrari 458 Italia GT2 | Howard Blank           | SIL 8   | IMO 7   | RBR 9   | HUN Rit | LEC 8   |         | 11º | 16    | 8º  | 16    |
| 2013 | GTC         | Ferrari 458 Italia GT3 | Lorenzo Casé           | SIL 7   | IMO 2   | RBR 4   | HUN 3   | LEC 4   |         | 2º  | 76    | 2º  | 76    |
| 2013 | GTC         | Ferrari 458 Italia GT3 | Andrea Rizzoli         | SIL 7   | IMO 2   | RBR 4   | HUN 3   | LEC 4   |         | 2º  | 76    | 2º  | 76    |
| 2013 | GTC         | Ferrari 458 Italia GT3 | Stefano Gai            | SIL 7   | IMO 2   | RBR 4   | HUN 3   | LEC 4   |         | 2º  | 76    | 2º  | 76    |
| 2014 | LMGTE       | Ferrari 458 Italia GT2 | Matt Griffin           | SIL 1   | IMO 7   | RBR 1   | LEC 1   | EST 11  |         | 2º  | 81,5  | 2º  | 81,5  |
| 2014 | LMGTE       | Ferrari 458 Italia GT2 | Duncan Cameron         | SIL 1   | IMO 7   | RBR 1   | LEC 1   | EST 11  |         | 2º  | 81,5  | 2º  | 81,5  |
| 2014 | LMGTE       | Ferrari 458 Italia GT2 | Michele Rugolo         | SIL 1   | IMO     | RBR 1   | LEC 1   | EST 11  |         | 3º  | 75,5  | 2º  | 81,5  |
| 2014 | LMGTE       | Ferrari 458 Italia GT2 | Mirko Venturi          | SIL     | IMO 7   | RBR     | LEC 2   | EST     |         | 13º | 24    | 2º  | 81,5  |
| 2014 | LMGTE       | Ferrari 458 Italia GT2 | Marco Cioci            | SIL 6   | IMO Rit | RBR 5   | LEC 4   | EST 2   |         | 6º  | 48    | 5º  | 48    |
| 2014 | LMGTE       | Ferrari 458 Italia GT2 | Piergiuseppe Perazzini | SIL 6   | IMO Rit | RBR 5   | LEC 4   | EST 2   |         | 6º  | 48    | 5º  | 48    |
| 2014 | LMGTE       | Ferrari 458 Italia GT2 | Michael Lyons          | SIL 6   | IMO Rit | RBR 5   | LEC 4   | EST 2   |         | 6º  | 48    | 5º  | 48    |
| 2014 | LMGTE       | Ferrari 458 Italia GT2 | Emmanuel Collard       | SIL     | IMO     | RBR 8   | LEC Rit | EST 8   |         | 20º | 13    | 12º | 8     |
| 2014 | LMGTE       | Ferrari 458 Italia GT2 | François Perrodo       | SIL     | IMO     | RBR 8   | LEC Rit | EST 8   |         | 20º | 13    | 12º | 8     |
| 2014 | LMGTE       | Ferrari 458 Italia GT2 | Yannick Mallegol       | SIL     | IMO     | RBR 8   | LEC Rit | EST 8   |         | 20º | 13    | 12º | 8     |
| 2014 | LMGTE       | Ferrari 458 Italia GT2 | Lorenzo Casè           | SIL     | IMO 12  | RBR     | LEC     | EST     |         | 26º | 0,5   | 15º | 0,5   |
| 2014 | LMGTE       | Ferrari 458 Italia GT2 | Raffaele Giammaria     | SIL     | IMO 12  | RBR     | LEC     | EST     |         | 26º | 0,5   | 15º | 0,5   |
| 2014 | LMGTE       | Ferrari 458 Italia GT2 | Peter Mann             | SIL     | IMO 12  | RBR     | LEC     | EST     |         | 26º | 0,5   | 15º | 0,5   |
| 2014 | GTC         | Ferrari 458 Italia GT3 | Adrien De Leener       | SIL 12  | IMO 12  | RBR 3   | LEC 5   | EST 7   |         | 8º  | 32    | 6º  | 32    |
| 2014 | GTC         | Ferrari 458 Italia GT3 | Cédric Sbirrazzuoli    | SIL 12  | IMO 12  | RBR 3   | LEC 5   | EST 7   |         | 8º  | 32    | 6º  | 32    |
| 2014 | GTC         | Ferrari 458 Italia GT3 | Mads Rasmussen         | SIL 10  | IMO 6   | RBR 8   | LEC 12  | EST 8   |         | 13º | 19,5  | 10º | 19,5  |
| 2014 | GTC         | Ferrari 458 Italia GT3 | Dennis Lind            | SIL 10  | IMO     | RBR     | LEC     | EST     |         | 32º | 1     | 10º | 19,5  |
| 2014 | GTC         | Ferrari 458 Italia GT3 | Ilja Mel'nikov         | SIL     | IMO 6   | RBR 8   | LEC     | EST     |         | 15º | 14    | 10º | 19,5  |
| 2014 | GTC         | Ferrari 458 Italia GT3 | Filipe Barreiros       | SIL     | IMO     | RBR     | LEC 12  | EST 8   |         | 26º | 4,5   | 10º | 19,5  |
| 2014 | GTC         | Ferrari 458 Italia GT3 | Francisco Guedes       | SIL     | IMO     | RBR     | LEC     | EST 8   |         | 27º | 4     | 10º | 19,5  |
| 2014 | GTC         | Ferrari 458 Italia GT3 | Francesco Castellacci  | SIL     | IMO 7   | RBR     | LEC 6   | EST     |         | 16º | 14    | 12º | 14    |
| 2014 | GTC         | Ferrari 458 Italia GT3 | Thomas Flohr           | SIL     | IMO 7   | RBR     | LEC 6   | EST     |         | 16º | 14    | 12º | 14    |
| 2014 | GTC         | Ferrari 458 Italia GT3 | Andrea Rizzoli         | SIL     | IMO     | RBR     | LEC 6   | EST     |         | 23º | 8     | 12º | 14    |
| 2014 | GTC         | Ferrari 458 Italia GT3 | Yannick Mallégol       | SIL 13  | IMO 13  | RBR     | LEC     | EST     |         | 34º | 1     | 18º | 1     |
| 2014 | GTC         | Ferrari 458 Italia GT3 | Jean-Marc Bachelier    | SIL 13  | IMO 13  | RBR     | LEC     | EST     |         | 34º | 1     | 18º | 1     |
| 2014 | GTC         | Ferrari 458 Italia GT3 | Howard Blank           | SIL 13  | IMO 13  | RBR     | LEC     | EST     |         | 34º | 1     | 18º | 1     |
| 2015 | LMP2        | Oreca 03               | Michail Alëšin         | SIL 8   | IMO 8   | RBR 3   | LEC 2   | EST 3   |         | 5º  | 56    | 14º | 4     |
| 2015 | LMP2        | Oreca 03               | Kirill Ladygin         | SIL 8   | IMO 8   | RBR 3   | LEC 2   | EST 3   |         | 5º  | 56    | 14º | 4     |
| 2015 | LMP2        | Oreca 03               | Anton Ladygin          | SIL 8   | IMO 8   | RBR 3   | LEC     | EST     |         | 12º | 23    | 14º | 4     |
| 2015 | LMP2        | Oreca 03               | David Markozov         | SIL 6   | IMO Rit | RBR Rit | LEC 4   | EST 5   |         | 8º  | 30    | 13º | 8     |
| 2015 | LMP2        | Oreca 03               | Maurizio Mediani       | SIL 6   | IMO Rit | RBR Rit | LEC 4   | EST 5   |         | 8º  | 30    | 13º | 8     |
| 2015 | LMP2        | Oreca 03               | Nicolas Minassian      | SIL 6   | IMO Rit | RBR Rit | LEC 4   | EST 5   |         | 8º  | 30    | 13º | 8     |
| 2015 | LMGTE       | Ferrari 458 Italia GT2 | Matt Griffin           | SIL 3   | IMO 5   | RBR 2   | LEC 6   | EST 4   |         | 3º  | 63    | 3º  | 63    |
| 2015 | LMGTE       | Ferrari 458 Italia GT2 | Duncan Cameron         | SIL 3   | IMO 5   | RBR 2   | LEC 6   | EST 4   |         | 3º  | 63    | 3º  | 63    |
| 2015 | LMGTE       | Ferrari 458 Italia GT2 | Aaron Scott            | SIL 3   | IMO 5   | RBR 2   | LEC 6   | EST 4   |         | 3º  | 63    | 3º  | 63    |
| 2015 | LMGTE       | Ferrari 458 Italia GT2 | Matteo Cressoni        | SIL Rit | IMO 7   | RBR 3   | LEC Rit | EST 7   |         | 12º | 28    | 8º  | 28    |
| 2015 | LMGTE       | Ferrari 458 Italia GT2 | Peter Mann             | SIL Rit | IMO 7   | RBR 3   | LEC Rit | EST 7   |         | 12º | 28    | 8º  | 28    |
| 2015 | LMGTE       | Ferrari 458 Italia GT2 | Raffaele Giammaria     | SIL Rit | IMO 7   | RBR 3   | LEC     | EST 7   |         | 12º | 28    | 8º  | 28    |
| 2015 | LMGTE       | Ferrari 458 Italia GT2 | Andrea Bertolini       | SIL     | IMO     | RBR     | LEC Rit | EST     |         | 18º | 0     | 8º  | 28    |
| 2015 | LMGTE       | Ferrari 458 Italia GT2 | José Rui Águas         | SIL Rit | IMO     | RBR     | LEC     | EST     |         | 17º | 1     | 10º | 1     |
| 2015 | LMGTE       | Ferrari 458 Italia GT2 | Michele Rugolo         | SIL Rit | IMO     | RBR     | LEC     | EST     |         | 17º | 1     | 10º | 1     |
| 2015 | LMGTE       | Ferrari 458 Italia GT2 | Stephen Wyatt          | SIL Rit | IMO     | RBR     | LEC     | EST     |         | 17º | 1     | 10º | 1     |
| 2015 | GTC         | Ferrari 458 Italia GT3 | Francesco Castellacci  | SIL Rit | IMO 1   | RBR 1   | LEC 2   | EST 4   |         | 2º  | 81    | 2º  | 81    |
| 2015 | GTC         | Ferrari 458 Italia GT3 | Stuart Hall            | SIL Rit | IMO 1   | RBR 1   | LEC 2   | EST 4   |         | 2º  | 81    | 2º  | 81    |
| 2015 | GTC         | Ferrari 458 Italia GT3 | Thomas Flohr           | SIL Rit | IMO     | RBR 1   | LEC 2   | EST 4   |         | 4º  | 56    | 2º  | 81    |
| 2015 | GTC         | Ferrari 458 Italia GT3 | Rino Mastronardi       | SIL     | IMO 1   | RBR     | LEC     | EST     |         | 8º  | 25    | 2º  | 81    |
| 2015 | GTC         | Ferrari 458 Italia GT3 | Mads Rasmussen         | SIL 2   | IMO 3   | RBR Rit | LEC 4   | EST 3   |         | 3º  | 60    | 3º  | 60    |
| 2015 | GTC         | Ferrari 458 Italia GT3 | Francisco Guedes       | SIL 2   | IMO 3   | RBR Rit | LEC 4   | EST 3   |         | 3º  | 60    | 3º  | 60    |
| 2015 | GTC         | Ferrari 458 Italia GT3 | Filipe Barreiros       | SIL 2   | IMO 3   | RBR Rit | LEC     | EST 3   |         | 6º  | 48    | 3º  | 60    |
| 2015 | GTC         | Ferrari 458 Italia GT3 | Adrien De Leener       | SIL     | IMO     | RBR     | LEC 4   | EST     |         | 10º | 12    | 3º  | 60    |
| 2015 | GTC         | Ferrari 458 Italia GT3 | Marco Cioci            | SIL Rit | IMO 2   | RBR 4   | LEC Rit | EST 1   |         | 5º  | 56    | 4º  | 56    |
| 2015 | GTC         | Ferrari 458 Italia GT3 | Ilja Mel'nikov         | SIL Rit | IMO 2   | RBR 4   | LEC Rit | EST 1   |         | 5º  | 56    | 4º  | 56    |
| 2015 | GTC         | Ferrari 458 Italia GT3 | Giorgio Roda           | SIL Rit | IMO 2   | RBR 4   | LEC Rit | EST 1   |         | 5º  | 56    | 4º  | 56    |
| 2016 | LMGTE       | Ferrari 458 Italia GT2 | Matt Griffin           | SIL 4   | IMO 6   | RBR 8   | LEC 5   | SPA 3   | EST 3   | 6º  | 64    | 5º  | 64    |
| 2016 | LMGTE       | Ferrari 458 Italia GT2 | Duncan Cameron         | SIL 4   | IMO 6   | RBR 8   | LEC 5   | SPA 3   | EST 3   | 6º  | 64    | 5º  | 64    |
| 2016 | LMGTE       | Ferrari 458 Italia GT2 | Aaron Scott            | SIL 4   | IMO 6   | RBR 8   | LEC 5   | SPA 3   | EST 3   | 6º  | 64    | 5º  | 64    |
| 2016 | LMGTE       | Ferrari 458 Italia GT2 | José Rui Águas         | SIL 7   | IMO 7   | RBR 2   | LEC Rit | SPA 6   | EST 4   | 8º  | 50    | 7º  | 50    |
| 2016 | LMGTE       | Ferrari 458 Italia GT2 | Marco Cioci            | SIL 7   | IMO 7   | RBR 2   | LEC Rit | SPA 6   | EST 4   | 8º  | 50    | 7º  | 50    |
| 2016 | LMGTE       | Ferrari 458 Italia GT2 | Piergiuseppe Perazzini | SIL 7   | IMO 7   | RBR 2   | LEC Rit | SPA 6   | EST 4   | 8º  | 50    | 7º  | 50    |
| 2020 | LMGTE       | Ferrari 488 GTE Evo    | Steffen Görig          | LEC 5   | SPA 7   | LEC 6   | MNZ     | EST Rit |         | 9º  | 28    | 8º  | 28    |
| 2020 | LMGTE       | Ferrari 488 GTE Evo    | Christoph Ulrich       | LEC 5   | SPA 7   | LEC 6   | MNZ     | EST Rit |         | 9º  | 28    | 8º  | 28    |
| 2020 | LMGTE       | Ferrari 488 GTE Evo    | Alexander West         | LEC 5   | SPA 7   | LEC     | MNZ     | EST Rit |         | 13º | 20    | 8º  | 28    |
| 2020 | LMGTE       | Ferrari 488 GTE Evo    | Daniel Serra           | LEC     | SPA     | LEC 6   | MNZ     | EST     |         | 17º | 8     | 8º  | 28    |
| 2020 | LMGTE       | Ferrari 488 GTE Evo    | Emmanuel Collard       | LEC     | SPA 2   | LEC     | MNZ     | EST 8   |         | –   | –     | –   | –     |
| 2020 | LMGTE       | Ferrari 488 GTE Evo    | François Perrodo       | LEC     | SPA 2   | LEC     | MNZ     | EST 8   |         | –   | –     | –   | –     |
| 2020 | LMGTE       | Ferrari 488 GTE Evo    | Harrison Newey         | LEC     | SPA 2   | LEC     | MNZ     | EST     |         | –   | –     | –   | –     |
| 2020 | LMGTE       | Ferrari 488 GTE Evo    | Alessio Rovera         | LEC     | SPA     | LEC     | MNZ     | EST 8   |         | –   | –     | –   | –     |
| 2020 | LMGTE       | Ferrari 488 GTE Evo    | Francesco Castellacci  | LEC     | SPA Rit | LEC     | MNZ     | EST     |         | –   | –     | –   | –     |
| 2020 | LMGTE       | Ferrari 488 GTE Evo    | Thomas Flohr           | LEC     | SPA Rit | LEC     | MNZ     | EST     |         | –   | –     | –   | –     |
| 2021 | LMGTE       | Ferrari 488 GTE Evo    | Alessio Rovera         | CAT NC  | RBR 1   | LEC 3   | MNZ 3   | SPA 1   | POR 10  | 3º  | 83    | 3º  | 83    |
| 2021 | LMGTE       | Ferrari 488 GTE Evo    | Emmanuel Collard       | CAT     | RBR 1   | LEC 3   | MNZ 3   | SPA 1   | POR 10  | 3º  | 83    | 3º  | 83    |
| 2021 | LMGTE       | Ferrari 488 GTE Evo    | François Perrodo       | CAT     | RBR 1   | LEC 3   | MNZ 3   | SPA 1   | POR 10  | 3º  | 83    | 3º  | 83    |
| 2021 | LMGTE       | Ferrari 488 GTE Evo    | Côme Ledogar           | CAT     | RBR     | LEC     | MNZ     | SPA     | POR 9   | NC  | 0     | NC  | 0     |
| 2021 | LMGTE       | Ferrari 488 GTE Evo    | Pierre Ragues          | CAT     | RBR     | LEC     | MNZ     | SPA     | POR 9   | NC  | 0     | NC  | 0     |
| 2021 | LMGTE       | Ferrari 488 GTE Evo    | Franck Dezoteux        | CAT     | RBR     | LEC     | MNZ     | SPA     | POR 9   | NC  | 0     | NC  | 0     |
| 2022 | LMP2        | Oreca 07               | Alessio Rovera         | LEC 8   | IMO 14  | MNZ 12  | CAT 5   | SPA 7   | POR 8   | 12º | 25    | 9º  | 25    |
| 2022 | LMP2        | Oreca 07               | Nicklas Nielsen        | LEC 8   | IMO 14  | MNZ 12  | CAT 5   | SPA 7   | POR 8   | 12º | 25    | 9º  | 25    |
| 2022 | LMP2        | Oreca 07               | François Perrodo       | LEC 8   | IMO 14  | MNZ 12  | CAT 5   | SPA 7   | POR 8   | 12º | 25    | 9º  | 25    |
| 2023 | LMP2 Pro/Am | Oreca 07               | Matthieu Vaxivière     | CAT 2   | LEC 3   | ARA 1   | SPA 4   | ALG 3   | POR 1   | 1º  | 110   | 1º  | 110   |
| 2023 | LMP2 Pro/Am | Oreca 07               | François Perrodo       | CAT 2   | LEC 3   | ARA 1   | SPA 4   | ALG 3   | POR 1   | 1º  | 110   | 1º  | 110   |
| 2023 | LMP2 Pro/Am | Oreca 07               | Ben Barnicoat          | CAT 2   | LEC 3   | ARA     | SPA     | ALG 3   | POR 1   | 5º  | 73    | 1º  | 110   |
| 2023 | LMP2 Pro/Am | Oreca 07               | Alessio Rovera         | CAT     | LEC     | ARA 1   | SPA 4   | ALG     | POR     | 10º | 37    | 1º  | 110   |
| 2023 | LMGTE       | Ferrari 488 GTE Evo    | Rui Águas              | CAT 6   | LEC 11  | ARA 10  | SPA 4   | ALG 6   | POR 7   | 8º  | 35    | 8º  | 35    |
| 2023 | LMGTE       | Ferrari 488 GTE Evo    | Ulysse de Pauw         | CAT 6   | LEC 11  | ARA 10  | SPA 4   | ALG 6   | POR 7   | 8º  | 35    | 8º  | 35    |
| 2023 | LMGTE       | Ferrari 488 GTE Evo    | Kriton Lendoudis       | CAT 6   | LEC 11  | ARA 10  | SPA 4   | ALG 6   | POR 7   | 8º  | 35    | 8º  | 35    |
| 2023 | LMP2 Pro/Am | Oreca 07               | Alessio Rovera         | CAT 1   | LEC 4   | IMO 2   | SPA 1   | MUG 7   | POR 4   | 1º  | 98    | 1º  | 98    |
| 2023 | LMP2 Pro/Am | Oreca 07               | Matthieu Vaxivière     | CAT 1   | LEC 4   | IMO 2   | SPA 1   | MUG 7   | POR 4   | 1º  | 98    | 1º  | 98    |
| 2023 | LMP2 Pro/Am | Oreca 07               | François Perrodo       | CAT 1   | LEC 4   | IMO 2   | SPA 1   | MUG 7   | POR 4   | 1º  | 98    | 1º  | 98    |
| 2023 | LMGT3       | Ferrari 296 GT3        | Emmanuel Collard       | CAT 8   | LEC 6   | ARA 6   | SPA 3   | ALG 4   | POR Rit | 8º  | 47    | 8º  | 47    |
| 2023 | LMGT3       | Ferrari 296 GT3        | Charles-Henri Samani   | CAT 8   | LEC 6   | ARA 6   | SPA 3   | ALG 4   | POR Rit | 8º  | 47    | 8º  | 47    |
| 2023 | LMGT3       | Ferrari 296 GT3        | Ulysse de Pauw         | CAT 8   | LEC     | ARA     | SPA     | ALG     | POR     | 16º | 4     | 8º  | 47    |
| 2023 | LMGT3       | Ferrari 296 GT3        | Nicolás Varrone        | CAT     | LEC 6   | ARA 6   | SPA 3   | ALG 4   | POR Rit | 12º | 43    | 8º  | 47    |

### Asian Le Mans Series
| Anno      | Classe | Vettura             | Pilota                | 1        | 2         | 3         | 4         | 5        | 6         | PP  | Punti | PC  | Punti |
| --------- | ------ | ------------------- | --------------------- | -------- | --------- | --------- | --------- | -------- | --------- | --- | ----- | --- | ----- |
| 2021      | GT     | Ferrari 488 GT3     | Alessandro Pier Guidi | DUB 1 14 | DUB 2 14  | ABU 1 8   | ABU 2 Rit |          |           | 13º | 5     | 13º | 5     |
| 2021      | GT     | Ferrari 488 GT3     | Oswaldo Negri Jr.     | DUB 1 14 | DUB 2 14  | ABU 1 8   | ABU 2 Rit |          |           | 13º | 5     | 13º | 5     |
| 2021      | GT     | Ferrari 488 GT3     | Francesco Piovanetti  | DUB 1 14 | DUB 2 14  | ABU 1 8   | ABU 2 Rit |          |           | 13º | 5     | 13º | 5     |
| 2021      | GT     | Ferrari 488 GT3     | Giancarlo Fisichella  | DUB 1 11 | DUB 2 12  | ABU 1 11  | ABU 2 Rit |          |           | 16º | 1,5   | 18º | 1,5   |
| 2021      | GT     | Ferrari 488 GT3     | Francesco Castellacci | DUB 1 11 | DUB 2 12  | ABU 1 11  | ABU 2 Rit |          |           | 16º | 1.5   | 18º | 1,5   |
| 2021      | GT     | Ferrari 488 GT3     | Thomas Flohr          | DUB 1 11 | DUB 2 12  | ABU 1 11  | ABU 2 Rit |          |           | 16º | 1,5   | 18º | 1,5   |
| 2022      | GT     | Ferrari 488 GT3 Evo | Vincent Abril         | DUB 1 3  | DUB 2 3   | ABU 1 3   | ABU 2 Rit |          |           | 4º  | 45    | 4º  | 45    |
| 2022      | GT     | Ferrari 488 GT3 Evo | Louis Prette          | DUB 1 3  | DUB 2 3   | ABU 1 3   | ABU 2 Rit |          |           | 4º  | 45    | 4º  | 45    |
| 2022      | GT     | Ferrari 488 GT3 Evo | Conrad Grunewald      | DUB 1 3  | DUB 2 3   | ABU 1 3   | ABU 2 Rit |          |           | 4º  | 45    | 4º  | 45    |
| 2022      | GT     | Ferrari 488 GT3 Evo | Alessandro Pier Guidi | DUB 1 13 | DUB 2 18  | ABU 1 18  | ABU 2 13  |          |           | 16º | 2     | 16º | 2     |
| 2022      | GT     | Ferrari 488 GT3 Evo | Victor Gomez          | DUB 1 13 | DUB 2 18  | ABU 1 18  | ABU 2 13  |          |           | 16º | 2     | 16º | 2     |
| 2022      | GT     | Ferrari 488 GT3 Evo | Francesco Piovanetti  | DUB 1 13 | DUB 2 18  | ABU 1 18  | ABU 2 13  |          |           | 16º | 2     | 16º | 2     |
| 2023      | GT     | Ferrari 488 GT3 Evo | Miguel Molina         | DUB 1 9  | DUB 2 3   | ABU 1 Rit | ABU 2 7   |          |           | 7º  | 23    | 7º  | 23    |
| 2023      | GT     | Ferrari 488 GT3 Evo | Simon Mann            | DUB 1 9  | DUB 2 3   | ABU 1 Rit | ABU 2 7   |          |           | 7º  | 23    | 7º  | 23    |
| 2023      | GT     | Ferrari 488 GT3 Evo | Stefano Costantini    | DUB 1 9  | DUB 2 3   | ABU 1 Rit | ABU 2 7   |          |           | 7º  | 23    | 7º  | 23    |
| 2023-2024 | LMP2   | Oreca 07            | Alessio Rovera        | SEP 1 2  | SEP 2 4   | DUB 8     | ABU 1 2   | ABU 2 12 |           | 6º  | 52    | 5º  | 52    |
| 2023-2024 | LMP2   | Oreca 07            | Matthieu Vaxivière    | SEP 1 2  | SEP 2 4   | DUB 8     | ABU 1 2   | ABU 2 12 |           | 6º  | 52    | 5º  | 52    |
| 2023-2024 | LMP2   | Oreca 07            | François Perrodo      | SEP 1 2  | SEP 2 4   | DUB 8     | ABU 1 2   | ABU 2 12 |           | 6º  | 52    | 5º  | 52    |
| 2023-2024 | GT     | Ferrari 296 GT3     | Davide Rigon          | SEP 1 10 | SEP 2 Rit | DUB 3     | ABU 1 7   | ABU 2 5  |           | 8º  | 32    | 7º  | 32    |
| 2023-2024 | GT     | Ferrari 296 GT3     | Simon Mann            | SEP 1 10 | SEP 2 Rit | DUB 3     | ABU 1 7   | ABU 2 5  |           | 8º  | 32    | 7º  | 32    |
| 2023-2024 | GT     | Ferrari 296 GT3     | François Heriau       | SEP 1 10 | SEP 2 Rit | DUB 3     | ABU 1 7   | ABU 2 5  |           | 8º  | 32    | 7º  | 32    |
| 2023-2024 | GT     | Ferrari 296 GT3     | Emmanuel Collard      | SEP 1 21 | SEP 2 12  | DUB 11    | ABU 1 16  | ABU 2 6  |           | 22º | 8     | 14º | 8     |
| 2023-2024 | GT     | Ferrari 296 GT3     | Kei Cozzolino         | SEP 1 21 | SEP 2 12  | DUB 11    | ABU 1 16  | ABU 2 6  |           | 22º | 8     | 14º | 8     |
| 2023-2024 | GT     | Ferrari 296 GT3     | Charles-Henri Samani  | SEP 1 21 | SEP 2 12  | DUB 11    | ABU 1 16  | ABU 2 6  |           | 22º | 8     | 14º | 8     |
| 2024-2025 | LMP2   | Oreca 07            | Alessio Rovera        | SEP 1 2  | SEP 2 6   | DUB 1 4   | DUB 1 3   | ABU 1 6  | ABU 2 1   | 3º  | 86    | 3º  | 86    |
| 2024-2025 | LMP2   | Oreca 07            | Matthieu Vaxivière    | SEP 1 2  | SEP 2 6   | DUB 1 4   | DUB 1 3   | ABU 1 6  | ABU 2 1   | 3º  | 86    | 3º  | 86    |
| 2024-2025 | LMP2   | Oreca 07            | François Perrodo      | SEP 1 2  | SEP 2 6   | DUB 1 4   | DUB 1 3   | ABU 1 6  | ABU 2 1   | 3º  | 86    | 3º  | 86    |
| 2024-2025 | LMP2   | Oreca 07            | Olivier Pla           | SEP 1 8  | SEP 2 7   | DUB 1 10  | DUB 1 6   | ABU 1 9  | ABU 2 7   | 9º  | 27    | 9º  | 27    |
| 2024-2025 | LMP2   | Oreca 07            | Patrick Byrne         | SEP 1 8  | SEP 2 7   | DUB 1 10  | DUB 1 6   | ABU 1 9  | ABU 2 7   | 9º  | 27    | 9º  | 27    |
| 2024-2025 | LMP2   | Oreca 07            | Jeremy Clarke         | SEP 1 8  | SEP 2 7   | DUB 1 10  | DUB 1 6   | ABU 1 9  | ABU 2 7   | 9º  | 27    | 9º  | 27    |
| 2024-2025 | GT     | Ferrari 296 GT3     | Davide Rigon          | SEP 1 4  | SEP 2 3   | DUB 1 16  | DUB 1 19  | ABU 1 9  | ABU 2 14  | 10º | 32    | 9º  | 32    |
| 2024-2025 | GT     | Ferrari 296 GT3     | Manny Franco          | SEP 1 4  | SEP 2 3   | DUB 1 16  | DUB 1 19  | ABU 1 9  | ABU 2 14  | 10º | 32    | 9º  | 32    |
| 2024-2025 | GT     | Ferrari 296 GT3     | Massimiliano Wiser    | SEP 1 4  | SEP 2 3   | DUB 1 16  | DUB 1 19  | ABU 1 9  | ABU 2 14  | 10º | 32    | 9º  | 32    |
| 2024-2025 | GT     | Ferrari 296 GT3     | Riccardo Agostini     | SEP 1 2  | SEP 2 9   | DUB 1 7   | DUB 1 12  | ABU 1 19 | ABU 2 19  | 13º | 26    | 11º | 26    |
| 2024-2025 | GT     | Ferrari 296 GT3     | Cédric Sbirrazzuoli   | SEP 1 2  | SEP 2 9   | DUB 1 7   | DUB 1 12  | ABU 1 19 | ABU 2 19  | 13º | 26    | 11º | 26    |
| 2024-2025 | GT     | Ferrari 296 GT3     | Custodio Toledo       | SEP 1 2  | SEP 2 9   | DUB 1 7   | DUB 1 12  | ABU 1 19 | ABU 2 19  | 13º | 26    | 11º | 26    |
| 2024-2025 | GT     | Ferrari 296 GT3     | Nicolás Varrone       | SEP 1 20 | SEP 2 10  | DUB 1 NP  | DUB 1 NP  | ABU 1 6  | ABU 2 Rit | 19º | 9     | 16º | 9     |
| 2024-2025 | GT     | Ferrari 296 GT3     | Conrad Laursen        | SEP 1 20 | SEP 2 10  | DUB 1 NP  | DUB 1 NP  | ABU 1 6  | ABU 2 Rit | 19º | 9     | 16º | 9     |
| 2024-2025 | GT     | Ferrari 296 GT3     | Charles-Henri Samani  | SEP 1 20 | SEP 2 10  | DUB 1 NP  | DUB 1 NP  | ABU 1 6  | ABU 2 Rit | 19º | 9     | 16º | 9     |

### Deutsche Tourenwagen Masters
| Anno | Vettura             | Pilota          | 1         | 2         | 3         | 4        | 5         | 6          | 7          | 8         | 9         | 10        | 11        | 12       | 13        | 14        | 15        | 16        | PP  | Punti | PS | Punti |
| ---- | ------------------- | --------------- | --------- | --------- | --------- | -------- | --------- | ---------- | ---------- | --------- | --------- | --------- | --------- | -------- | --------- | --------- | --------- | --------- | --- | ----- | -- | ----- |
| 2021 | Ferrari 488 GT3 Evo | Liam Lawson     | MNZ 1     | MNZ 2 132 | LAU 1 2   | LAU 2    | ZOL 1 Rit | ZOL 2 3    | NÜR 1 13   | NÜR 2 Rit | RBR 1     | RBR 2 12  | ASS 1 31  | ASS 2 3  | HOC 1 43  | HOC 2     | NOR 1 31  | NOR 2 NC1 | 2º  | 227   | 1º | 368   |
| 2021 | Ferrari 488 GT3 Evo | Alexander Albon | MNZ 1 3   | MNZ 2 7   | LAU 1 5   | LAU 2 11 | ZOL 1 3   | ZOL 2 6    | NÜR 1 Rit  | NÜR 2 1   | RBR 1 4   | RBR 2 17  | ASS 1 Rit | ASS 2 5  | HOC 1 2   | HOC 2 6   | NOR       | NOR       | 6º  | 130   | 1º | 368   |
| 2021 | Ferrari 488 GT3 Evo | Nick Cassidy    | MNZ 1     | MNZ 2     | LAU 1     | LAU 2    | ZOL 1     | ZOL 2      | NÜR 1      | NÜR 2     | RBR 1     | RBR 2     | ASS 1     | ASS 2    | HOC 1     | HOC 2     | NOR 1 5   | NOR 2 133 | 16º | 11    | 1º | 368   |
| 2022 | Ferrari 488 GT3 Evo | Felipe Fraga    | ALG 1 Rit | ALG 2 3   | LAU 1 Rit | LAU 2 NP | IMO 1 Rit | IMO 2 Rit2 | NOR 1 Rit  | NOR 2 1   | NÜR 1 Rit | NÜR 2 SQ  | SPA 1 7   | SPA 2 8  | RBR 1 Rit | RBR 2 15  | HOC 1 13  | HOC 2 NP  | 16º | 60    | 7º | 129   |
| 2022 | Ferrari 488 GT3 Evo | Nick Cassidy    | ALG 1     | ALG 2     | LAU 1 9   | LAU 2 23 | IMO 1 14  | IMO 2 17   | NOR 1      | NOR 2     | NÜR 1 7   | NÜR 2 Rit | SPA 1 10  | SPA 2 13 | RBR 1 2   | RBR 2 183 | HOC 1 Rit | HOC 2 NP  | 13º | 64    | 7º | 129   |
| 2022 | Ferrari 488 GT3 Evo | Sébastien Loeb  | ALG 1 16  | ALG 2 18  | LAU 1     | LAU 2    | IMO 1     | IMO 2      | NOR 1      | NOR 2     | NÜR 1     | NÜR 2     | SPA 1     | SPA 2    | RBR 1     | RBR 2     | HOC 1     | HOC 2     | 32º | 0     | 7º | 129   |
| 2022 | Ferrari 488 GT3 Evo | Ayhancan Güven  | ALG 1     | ALG 2     | LAU 1     | LAU 2    | IMO 1     | IMO 2      | NOR 1 Rit3 | NOR 2 7   | NÜR 1     | NÜR 2     | SPA 1     | SPA 2    | RBR 1     | RBR 2     | HOC 1     | HOC 2     | 23º | 7     | 7º | 129   |

## Palmarès (parziale)
2005
- Campionato Italiano GT - Titolo Piloti GT3 (Danilo Zampaloni-Andrea Palma)

2006
- Campionato FIA GT2 - Titolo Team e Piloti (Jaime Melo)
- 24 Ore di Spa classe GT2 (Mika Salo-Timo Scheider-Rui Aguas)

2007
- Campionato FIA GT2 - Titolo Team e Piloti (Dirk Müller-Toni Vilander)

2008
- Campionato FIA GT2 - Titolo Team e Piloti (Gianmaria Bruni-Toni Vilander)

2009
- Campionato FIA GT2 - Titolo Team
- 24 Ore di Spa classe GT2 (Gianmaria Bruni-Toni Vilander-Jaime Melo-Luis Pérez Companc)

2010
- Campionato International GT Open - Titolo Assoluto (Alvaro Barba-Pierre Kaffer)
- Campionato International GT Open - Titolo Team e Piloti Super GT (Alvaro Barba-Pierre Kaffer)
- Campionato Italiano GT - Titolo Team GT2
- Campionato Superstars GTSprint - Titolo Team
- Campionato Superstars GTSprint - Titolo Piloti GTS4 (Gabriele Marotta)

2011
- Campionato Intercontinental Le Mans Cup - Titolo Team GTE PRO
- Petit Le Mans classe GT (Gianmaria Bruni-Giancarlo Fisichella-Pierre Kaffer)
- Campionato Le Mans Series - Titolo Team e Piloti GTE PRO (Gianmaria Bruni-Giancarlo Fisichella)
- Campionato FIA GT3 - Titolo Piloti (Francesco Castellacci-Federico Leo)
- Campionato Superstars GTSprint - Titolo Assoluto (Gaetano Ardagna Perez-Giuseppe Cirò)
- Campionato Superstars GTSprint - Titolo Team e Piloti GTS3 (Niki Cadei-Fabio Mancini)
- Campionato Endurance Champions Cup - Titolo Piloti (Marco Cioci-Piergiuseppe Perazzini)

2012
- 24 Ore di Le Mans classe GTE Pro (Gianmaria Bruni-Giancarlo Fisichella-Toni Vilander)
- Campionato FIA World Endurance Championship - Coppa del Mondo Costruttori GT, Titolo Team GTE Pro
- 24 Ore di Spa classe GT3 Pro Am (Andrea Bertolini-Alessandro Pier Guidi-Louis Machiels-Niek Hommerson)
- Campionato International GT Open - Titolo Assoluto (Gianmaria Bruni-Federico Leo)
- Campionato International GT Open - Titolo Team e Piloti Super GT (Gianmaria Bruni-Federico Leo)
- Campionato Blancpain Endurance Series - Titolo Team e Piloti Pro Am (Niek Hommerson-Louis Machiels)

2013
- Campionato FIA World Endurance Championship - Coppa del Mondo Costruttori e Piloti GT (Gianmaria Bruni), Titolo Team GTE Pro
- Campionato FIA World Endurance Championship - Titolo Team GTE Am con 8Star Motorsports
- 24 Ore di Spa classe Pro Am (Toni Vilander-Matt Griffin-Duncan Cameron-Alex Mortimer)
- Campionato Superstars GTSprint - Titolo Piloti GTS2 con AT Racing (Alexander Talkanitsa Sr-Alexander Talkanitsa Jr)

2014
- 24 Ore di Le Mans classe GTE Pro (Gianmaria Bruni-Giancarlo Fisichella-Toni Vilander)
- Campionato FIA World Endurance Championship - Coppa del Mondo costruttori e piloti GT (Gianmaria Bruni-Toni Vilander), Titolo Team GTE Pro
- Campionato FIA World Endurance Championship - Trofeo Team e Piloti LMP2 con SMP Racing (Sergey Zlobin)
- 24 Ore di Spa classi Pro Am (Andrea Bertolini, Marco Cioci, Louis Machiels, Niek Hommerson), Gentleman Trophy (Peter Mann-Francisco Guedes-Cédric Mézard-Alexander Talkanitsa)
- Campionato International GT Open - Titolo Team e Piloti GTS (Giorgio Roda)
- Campionato Blancpain Endurance Series - Titolo Team e Piloti Gentlemen Trophy (Peter Mann-Francisco Guedes)

2015
- 24 Ore di Le Mans classe GTE Am con SMP Racing (Andrea Bertolini-Aleksey Basov-Viktor Shaytar)
- Campionato FIA World Endurance Championship - Trofeo Team e Piloti GTE Am con SMP Racing (Andrea Bertolini-Aleksey Basov-Viktor Shaytar)
- 24 Ore di Spa classe Pro Am (Alessandro Pier Guidi-Gianmaria Bruni-Pasin Lathouras-Stéphane Lemeret)
- Campionato Blancpain Endurance Series - Titolo Team e Piloti Pro Am (Duncan Cameron-Matt Griffin)

2016
- Campionato FIA World Endurance Championship - Coppa del Mondo Costruttori GT
- Campionato FIA World Endurance Championship - Titolo Team e Piloti GTE Am (Emmanuel Collard-Francois Perrodo-Rui Aguas)

2017
- Campionato FIA World Endurance Championship - Campionato del Mondo Costruttori e Piloti GT (James Calado-Alessandro Pier Guidi), Titolo Team GTE Pro

2018
- Campionato Blancpain GT Series Endurance Cup - Titolo Team Pro Am con 961 Corse

2019
- 24 Ore di Le Mans classe GTE Pro (James Calado-Alessandro Pier Guidi-Daniel Serra)
- Campionato Blancpain GT Series Pro-Am Cup - Titolo Team e Piloti (Andrea Bertolini-Louis Machiels)

2020
- Campionato GT World Challenge Europe Endurance Cup - Titolo Team e Piloti (Alessandro Pier Guidi)
- Campionato FIA World Endurance Championship - Titolo Team e Piloti GTE Am (Nicklas Nielsen-Emmanuel Collard-Francois Perrodo)

2021
- 24 Ore di Le Mans classe GTE Pro (James Calado-Alessandro Pier Guidi-Come Ledogar)
- Campionato FIA World Endurance Championship - Campionato del Mondo Costruttori e Piloti GT (James Calado-Alessandro Pier Guidi)
- Campionato DTM - Titolo Team con Red Bull Racing e Alpha Tauri
- 24 Ore di Le Mans classe GTE Am (Nicklas Nielsen-Francois Perrodo-Alessio Rovera)
- 24 Ore di Spa classe Pro Am (Matt Griffin-Duncan Cameron-Rino Mastronardi-Miguel Molina)

2022
- Campionato FIA World Endurance Championship - Campionato del Mondo Costruttori e Piloti GT (James Calado-Alessandro Pier Guidi)

2023
- 24 Ore di Le Mans (James Calado-Antonio Giovinazzi-Alessandro Pier Guidi)

2024
- 24 Ore di Le Mans (Antonio Fuoco-Miguel Molina-Nicklas Nielsen)
- Lone Star Le Mans (Yifei Ye-Robert Kubica-Robert Schwartzman)
- Campionato GT World Challenge Europe Endurance Cup - Titolo Team e Piloti (Alessandro Pier Guidi-Alessio Rovera)
- 24 Ore di Le Mans classe LMP2 Pro-Am (Francois Perrodo, Ben Barnicoat, Nicolas Varrone)